# Emmanuel Frémiet
Emmanuel Frémiet sculpteur français né à Montrouge le 6 décembre 1824 et mort à Paris le 10 septembre 1910.
Ses plus fameuses œuvres sont le Gorille enlevant une femme (1887) aujourd'hui à Nantes, le St-Michel terrassant le dragon (1897) du Mont-St-Michel, la Jeanne d'Arc (1874) de Paris, le Monument à Ferdinand de Lesseps (1899) de Port-Saïd aujourd'hui à Port-Fouad, le Du Guesclin (1902) de Dinan, l'Éléphant pris au piège (1878) aujourd'hui devant le musée d'Orsay et ses nombreux sujets animaliers.
Parallèlement à ses œuvres monumentales commandées par l'État, il était reconnu comme un excellent sculpteur animalier réaliste. Emmanuel Frémiet se consacra particulièrement aux statues équestres. Neveu du sculpteur Rude, il fut le beau-père du musicien Gabriel Fauré.

## Biographie
Par sa tante, l'artiste peintre Sophie Rude, née Frémiet, il était le neveu et l'élève du sculpteur François Rude, dont Louis Frémiet, père de Sophie, et donc son grand-père, fut le soutien. Fils d'une surveillante à l'hôpital de la Pitié, il était également le neveu du préfet de Paris Nicolas Frochot.
Sa fille épousa le compositeur Gabriel Fauré.
Sa tante Sophie Rude l'initia au dessin vers 1837. Comme plusieurs artistes d'origine modeste (Carpeaux, Dalou, Rodin...), il suivit à partir de 1848 l'enseignement gratuit de l'école de dessin de la rue de l'École de médecine à Paris, devenue peu après l'École spéciale de dessin et de mathématique appliqués aux arts industriels. Il y obtint en 1849 le deuxième prix de dessin d'animaux. Virtuose, il ne suivit pourtant pas l'enseignement dispensé à l'École des Beaux-Arts et ne se présenta jamais au prix de Rome.
Il débuta en 1840 comme lithographe scientifique (ostéologie) et travailla dans l'atelier des peintres de la morgue, effectuant des moulages d'anatomie comparée à la demande de naturalistes et de médecins.
En 1843, il envoya au Salon une étude de gazelle, prélude à une production prolifique d'animaux d'un réalisme minutieux, dans des attitudes simples mais remarquables. Son Ours blessé et son Chien blessé furent acquis par l'État pour le musée du Luxembourg à Paris en 1850.
À l'accession au pouvoir du prince-président Louis-Napoléon Bonaparte en 1848, Frémiet s'attela à des œuvres révérencieuses, à commencer par les bassets du prince, Ravageot et Ravageole (1848) qu'il exposa au Salon de 1853, ce qui lui ouvrit la porte des commandes officielles. Cette année là, il reçut commande d'une série de statuettes à sujet militaire pour l'empereur Napoléon III, exécutées avec minutie de 1855 à 1859. Il réalisa le Monument à Napoléon Ier en 1868 et celui de Louis d'Orléans en 1869 pour décorer le château impérial de Pierrefonds.
L'établissement de la IIIe République l'amena à concevoir en 1874 son premier Monument de Jeanne d'Arc, érigé place des Pyramides à Paris, qu'il remplaça à la suite de critiques sur les proportions par une autre version en 1900. Le modèle en serait une certaine Valérie Laneau, selon l'EAS de Ph. Fauré-Frémiet daté de février 1936 sur un exemplaire de sa monographie du sculpteur (arch. pers.). Un bas-relief évoquant cette œuvre de profil orne le piédestal de sa statue par Gréber (1924) au Jardin des plantes de Paris (reproduit supra).
Pendant cette période, il exécuta aussi Pan et les oursons ou l'Eléphanteau pris au piège (Paris, musée d'Orsay).

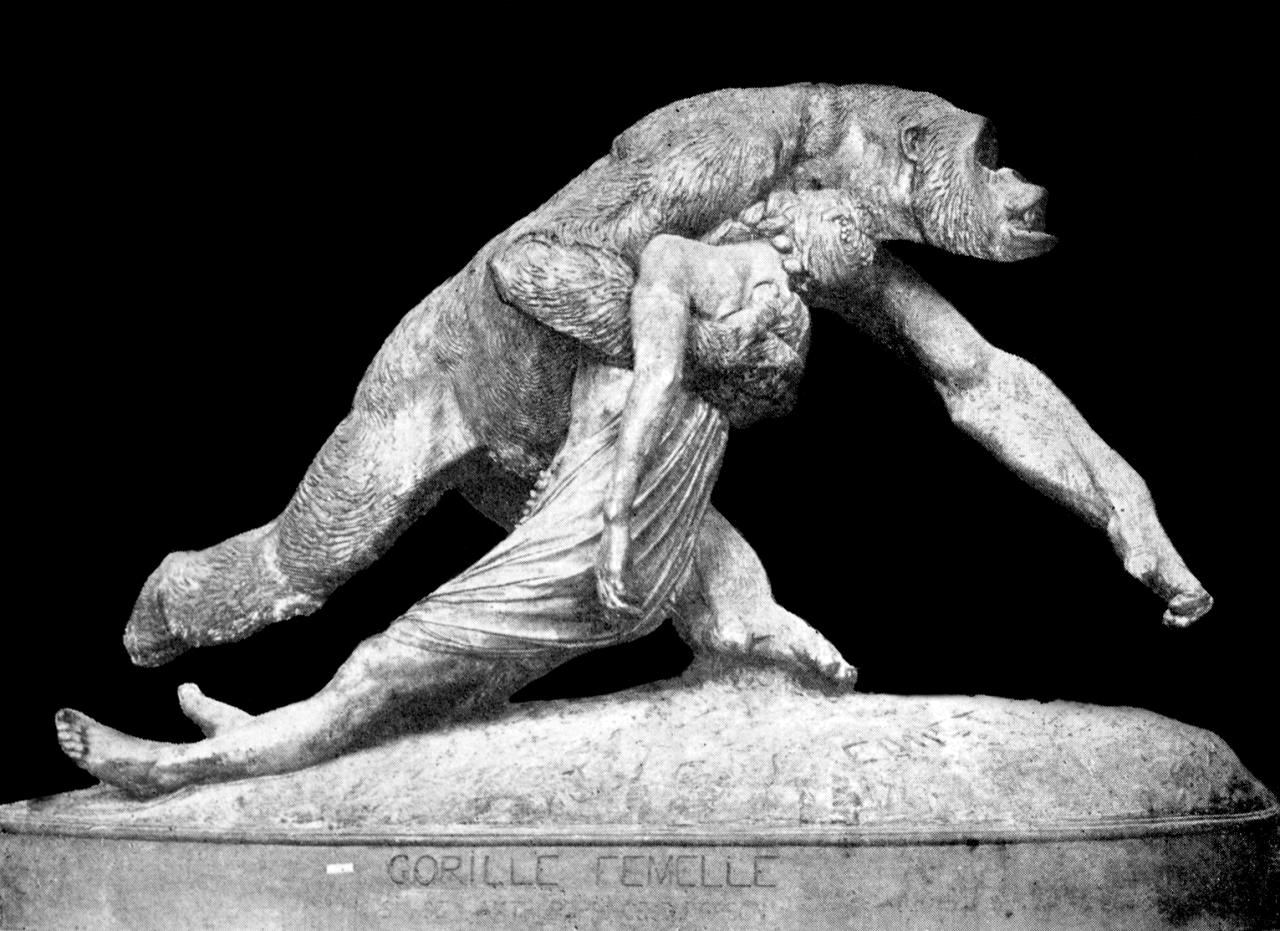
Gorille enlevant une négresse (Salon de 1859).

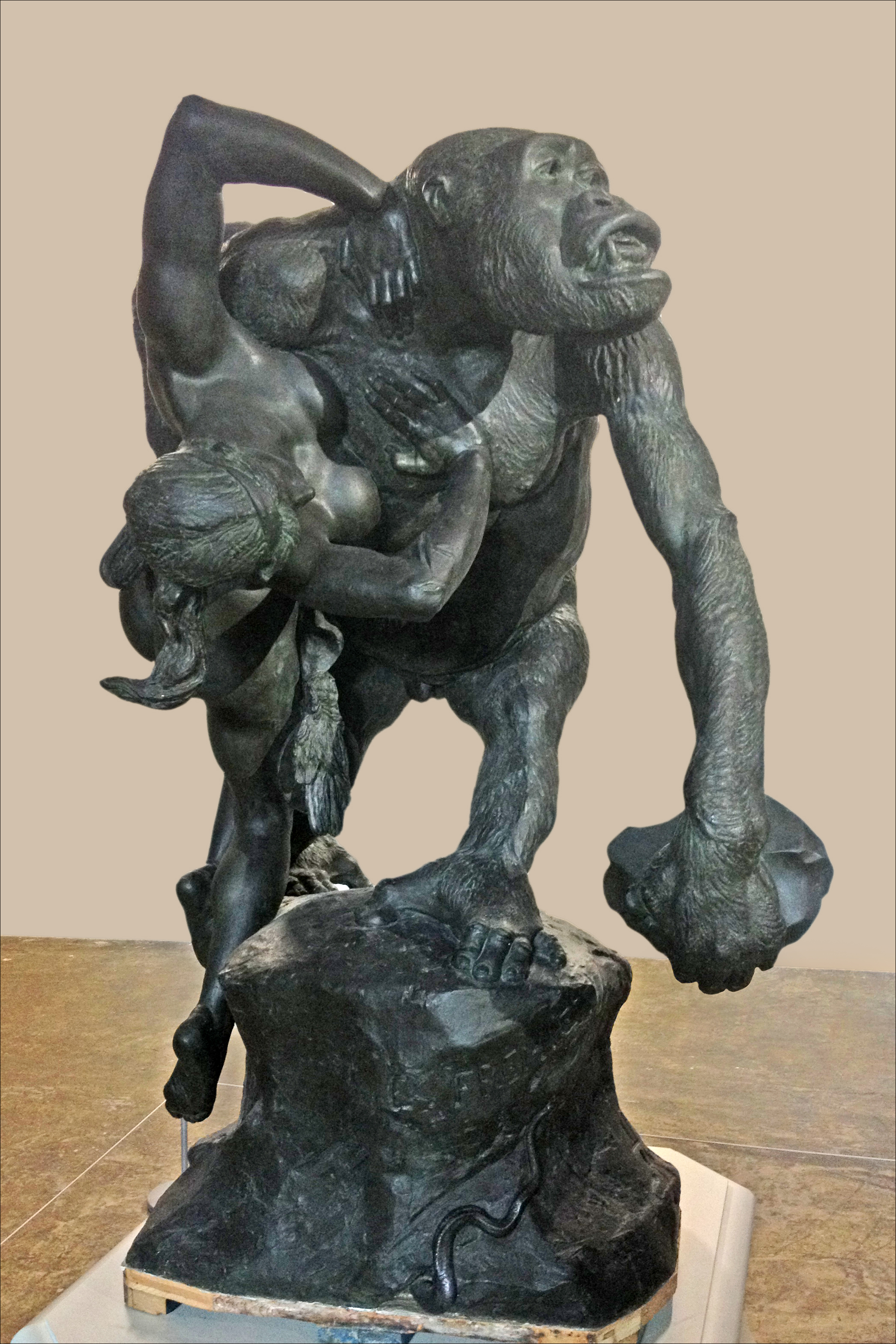
Gorille enlevant une femme (1887), musée des Beaux-Arts de Nantes.

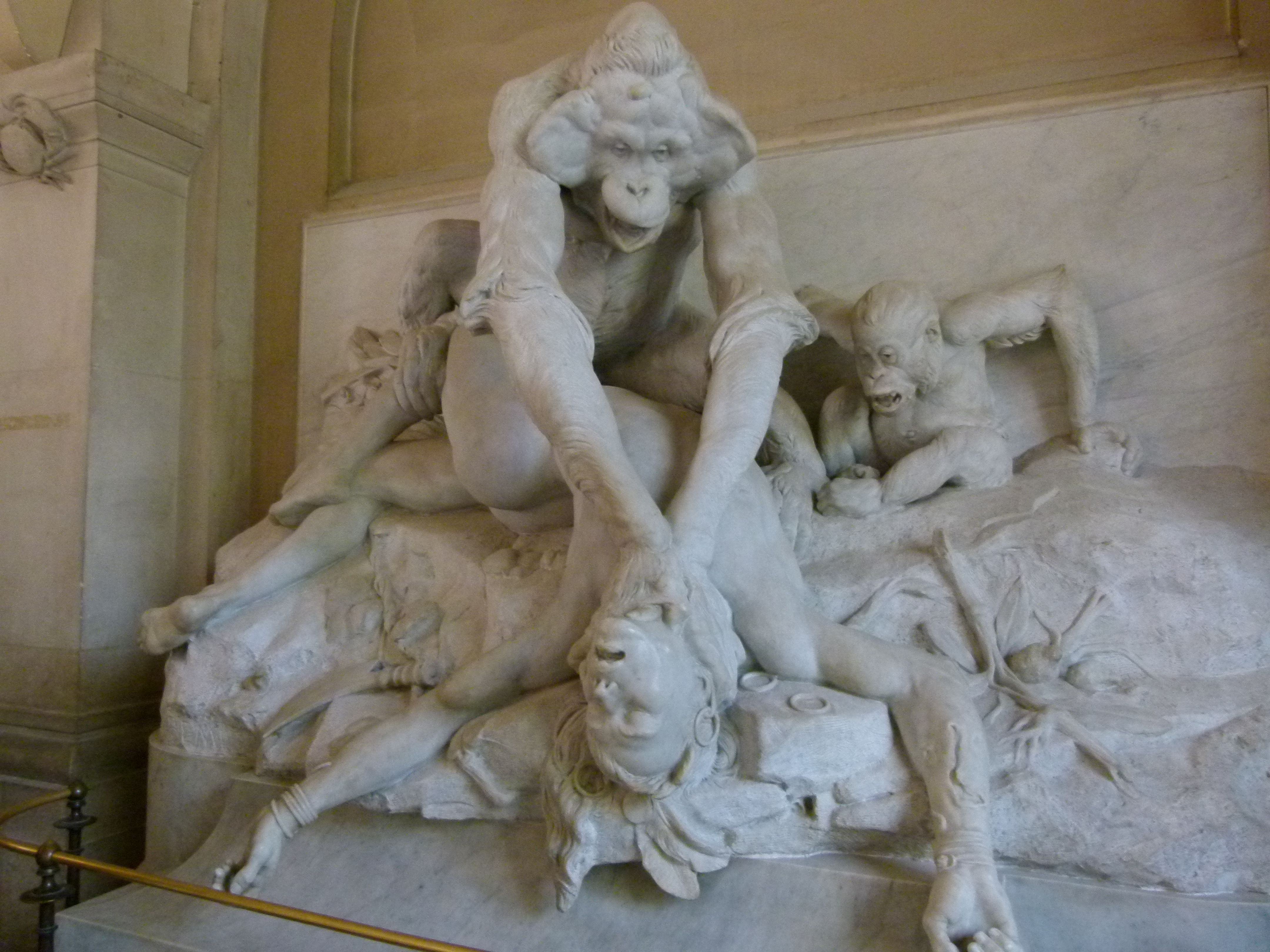
Orang-outang étranglant un sauvage de Bornéo (1895, galerie de Paléontologie et d'Anatomie comparée du Muséum national d'histoire naturelle, à Paris).

Au milieu du XIXe siècle, un thème à la mode inspire Frémiet et d'autres artistes : celui de l'affrontement entre l'Homme et la Bête. Un fait divers rapporté par le journal Le Temps relatait que dans un village gabonais, un gorille égaré et furieux aurait enlevé et molesté une femme, après avoir détruit des cabanes, en 1880. Par ailleurs, les récits d'explorateurs comme Alfred Russel Wallace emplissaient les journaux d'articles et de gravures illustrant l'attaque d'un pisteur malais par un orang-outang. Ce thème inspira à Frémiet plusieurs œuvres majeures dont l’Orang-outang étranglant un sauvage de Bornéo.
Le Gorille enlevant une négresse fut d'abord refusé au Salon de 1859, puis présenté derrière un rideau. Nadar écrivit dans le Petit journal pour rire : « Voici mesdames et messieurs, le fameux gorille de M. Frémiet. Il emporte dans les bois une petite dame pour la manger. M. Frémiet n'ayant pu dire à quelle sauce, le jury a choisi ce prétexte pour refuser cette œuvre intéressante. ». 28 ans plus tard, Frémiet en proposa une nouvelle version : Gorille enlevant une femme, qui reçut une médaille d'honneur au Salon de la Société des artistes français de 1887, dont il fut membre jusqu'en 1908, mais ne fut pas agréée par le Muséum national d'histoire naturelle de Paris. Cette œuvre, célèbre à son époque, fit scandale : un épouvantable gorille blessé (la flèche a disparu de son épaule) enlève une femme nue qui se débat, suggérant un prochain viol — acte dont un vrai gorille, femelle de surcroît, n'aurait pas la moindre idée. Cependant, cette scène n'en a pas moins, selon Baudelaire « excité la curiosité priapique » du public. On trouve dans sa postérité l'affiche Destroy this mad brute (1917), puis le film King Kong (1933).
De la même veine est L'Orang-outang étranglant un sauvage de Bornéo (1895), commande de remplacement du Muséum national d'histoire naturelle de Paris, inspirée par les récits d'Alfred Russel Wallace, rapportés avec beaucoup d'exagérations par The Times. Cette fois l'animal est un mâle, comme le signalent ses excroissances faciales, mais néanmoins accompagné d'un petit (ce qui est l'apanage des femelles en réalité) et, en étranglant le « sauvage », il accomplit un acte aussi impossible, physiquement et éthologiquement, que le viol d'une femme par un gorille. Mais l'art opère et des générations de visiteurs du Muséum ont été horrifiés par la force émanant de l'œuvre, d'autant que les trois protagonistes sont condamnés : le chasseur humain est déjà mourant ou mort, mais l'orang-outang adulte a une entaille à l'abdomen par où ses intestins sortent, et un orang aussi jeune que le petit représenté n'a aucune chance de survivre seul.
Artiste parmi les plus sollicités par l'État pour des commandes officielles, Frémiet réalisa en 1893 le Monument à Velázquez pour le jardin de la Colonnade du palais du Louvre à Paris,, en 1897, la statue sommitale de Saint Michel terrassant le dragon, d'inspiration néo-gothique, pour la flèche de l'abbatiale du Mont Saint-Michel ou en 1899 le Ferdinand de Lesseps du canal de Suez à Port-Saïd.
Élu membre de l'Académie des beaux-arts en 1892, il succède à Antoine-Louis Barye comme professeur de dessin animalier au Muséum national d'histoire naturelle à Paris. Et il reste membre de la Société des artistes français jusqu'en 1908.
Ses statuettes d'édition, reproductions en bronze par la Maison Barbedienne de ses œuvres monumentales, ont connu un beau succès commercial et ont assuré à l'artiste un confortable revenu. Certaines sont toujours reproduites industriellement de nos jours : St-Michel terrassant le dragon.

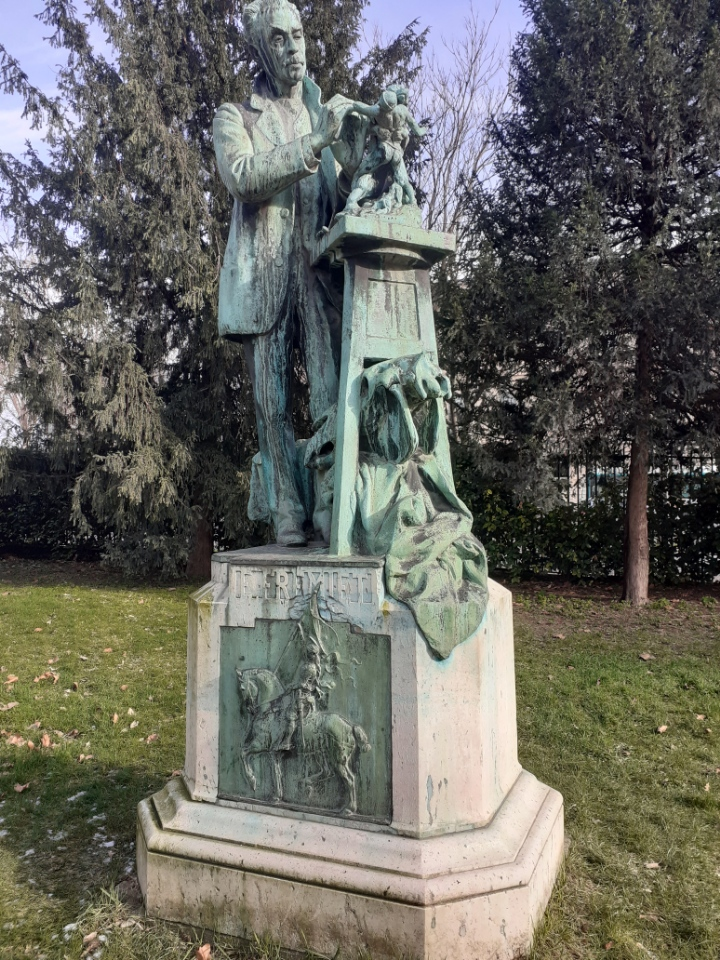
Henri-Léon Gréber, Monument à Emmanuel Frémiet, jardin des Plantes (Paris), 1924. Emmanuel Frémiet sculptant la version miniature du Dénicheur d’oursons.

Il vécut au 43, boulevard de Beauséjour (16e arrondissement de Paris). Il meurt à son domicile, dans le même arrondissement, le 10 septembre 1910 puis est enterré au cimetière de Passy (15e division),. Gabriel Fauré repose à ses côtés depuis 1924.

## Œuvres
- Gazelle d'Alger, 1843
- Chien, 1846
- Dromadaire, 1847
- Chatte et ses petits, 1848
- Chien blessé, 1848

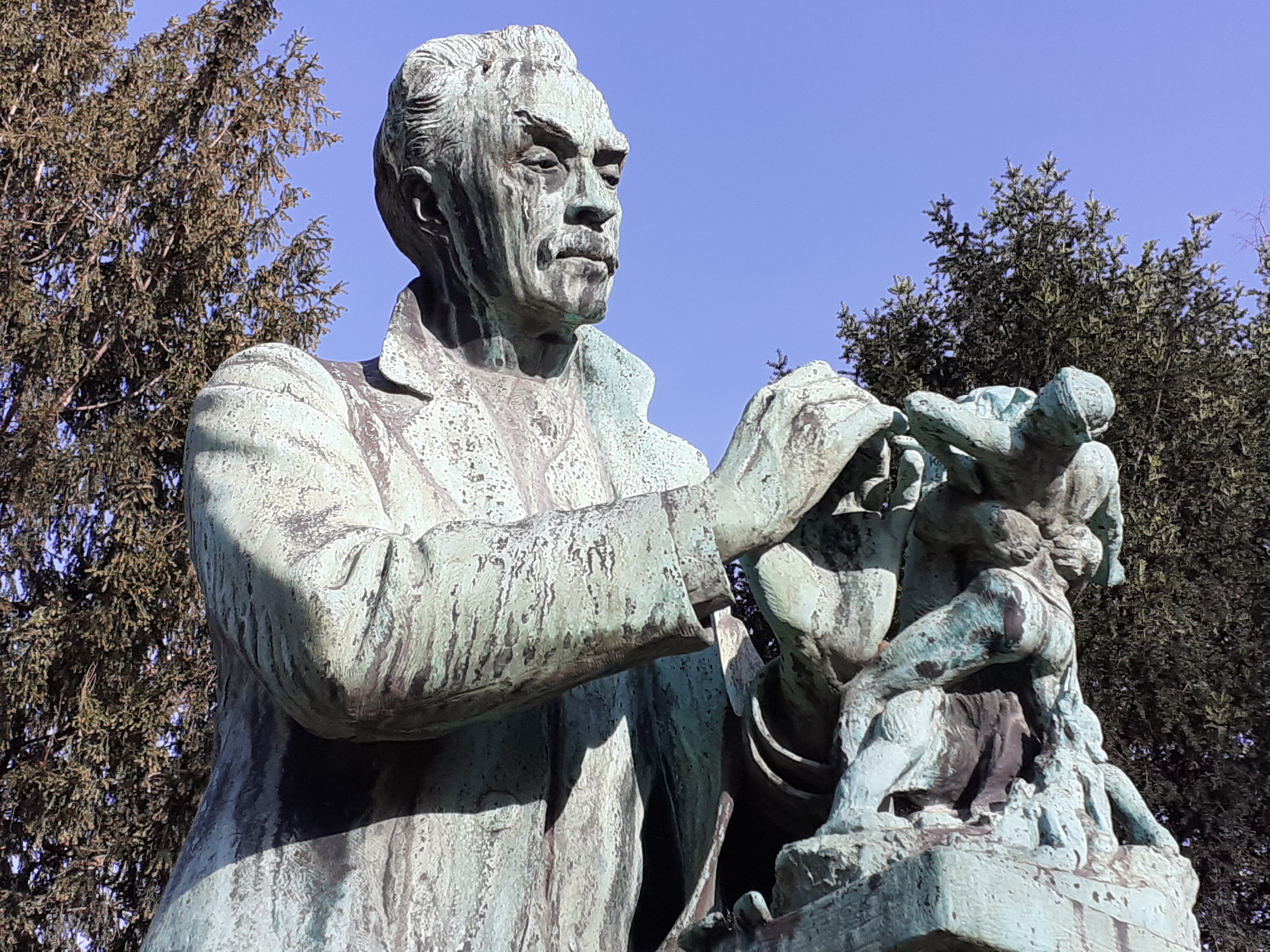
Détail.

- Deux bassets ou Chiens bassets 1848
- Renard d'Égypte, 1848
- Matador, 1849
- Chameau à deux bosses, 1849
- Héron, 1849
- Marabout tenant un caïman entre ses pattes, vers 1850, paire, musée des Beaux-Arts de Dijon[16].
- Famille de chats, 1849, marbre
- Chien blessé, 1849, bronze
- Poule cochinchinoise, 1850
- Marabouts, 1850
- Combat d'ourse et d'homme, 1850
- Six ou huit animaux grandeur naturelle : chiens, chats, poulets, 1850
- Au voleur ! 1852
- Cheval de Montfaucon ou Cheval à l'abattoir, 1852, bronze. Initialement commandée pour la décoration de la cour d'honneur de l'École nationale vétérinaire d'Alfort, orne la cour d'honneur de l'École nationale vétérinaire de Toulouse depuis avril 1889[17],[18].
- Plésiosaurus, 1852, bronze, commande pour le Jardin des Plantes
- Cheval blessé (à l'abattoir), 1853
- Chiens bassets (Ravageot et Ravageole), bronze pour le château de Compiègne
- portait de Napoléon III, 1853
- chapiteaux de la salle du manège, palais du Louvre, 1854
- Chevaux de halage, 1855
- Chatte et ses petits (au coussin), 1855
- bas-reliefs pour le nouveau Louvre, 1857
- chapiteaux pour le nouveau Louvre, 1858
- Mouton, 1858 ?, bronze, musée des Beaux-arts de Dijon
- Cheval de troupe, Cheval au piquet, Cheval arabe, Cheval au saltimbanque, Cheval de chasse, Cheval au corbeau, 1859
- Gorille enlevant une négresse, 1859, plâtre détruit en 1861 (première version)
- Centaure et ourson, 1861, pour le château de Meudon
- Chat de deux mois, 1861
- Chef gaulois ou Cavalier gaulois, 1862-63
- Pan et oursons, 1864 plâtre, 1867 marbre, Paris, Muséum national d'histoire naturelle.
- Cavalier arabe, 1865
- Cavalier romain, 1865-67, commande, château de St-Germain-en-Laye
- Neptune métamorphosé en cheval, 1866-68, commande

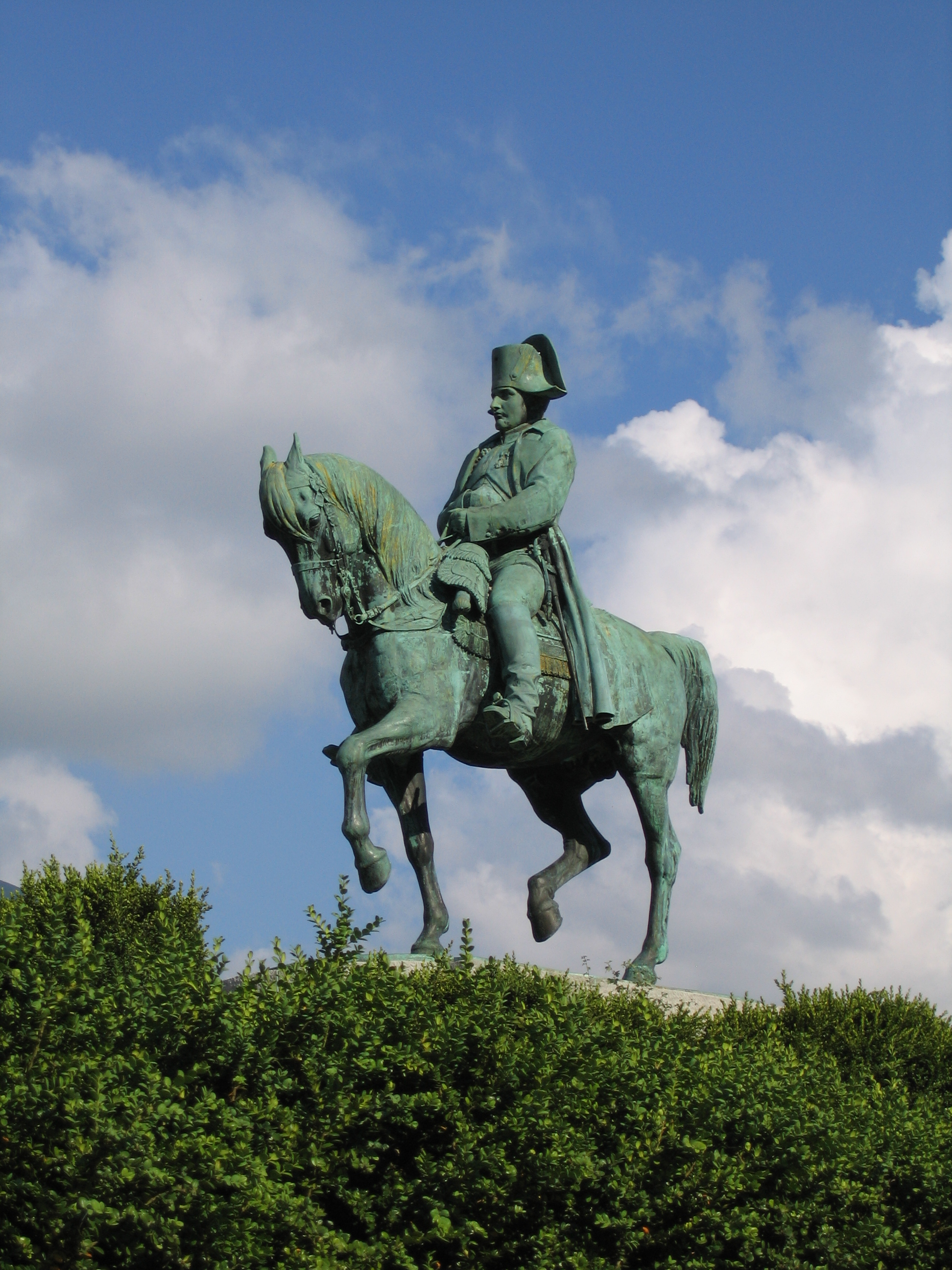
La statue équestre de Napoléon à Laffrey.

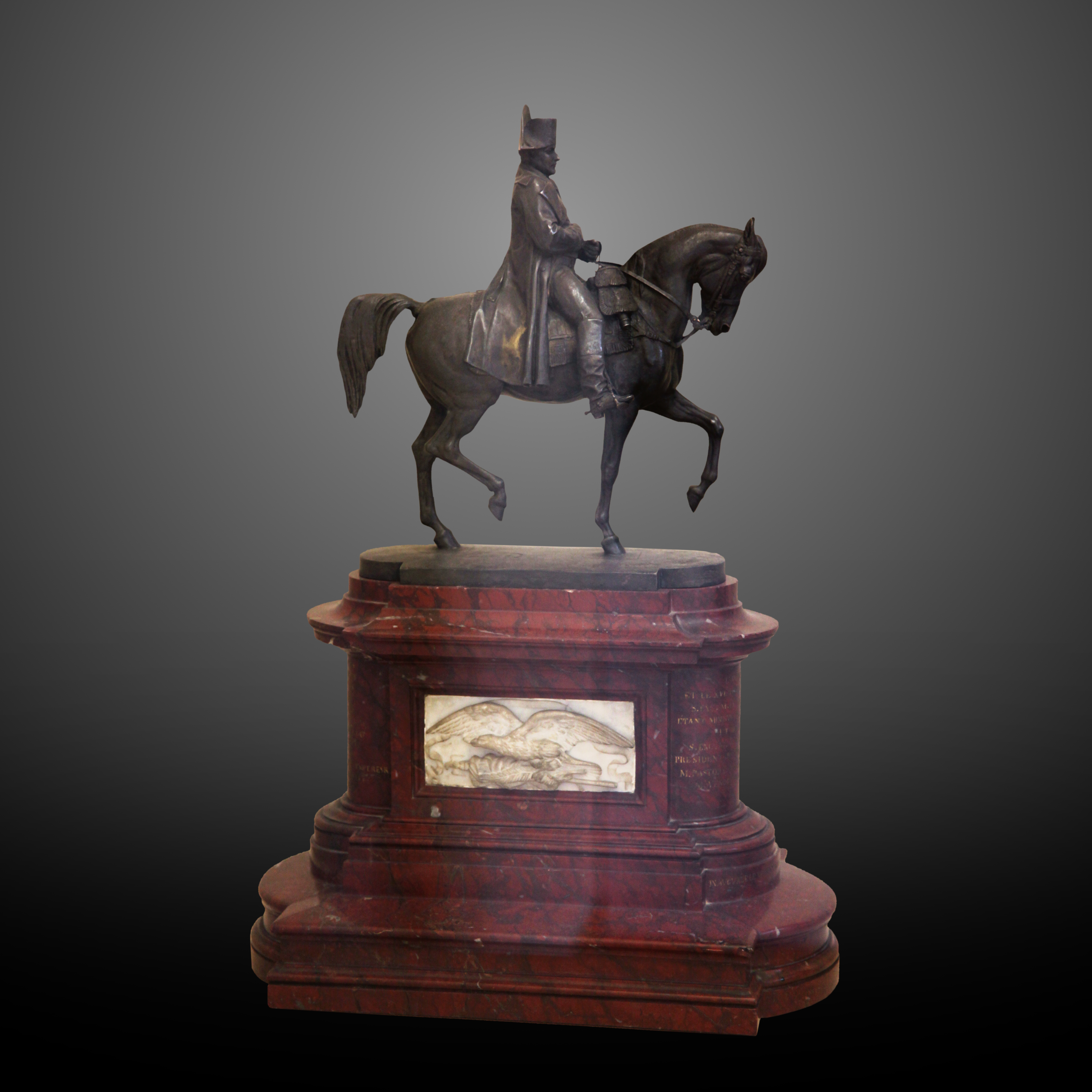
Statuette équestre de Napoléon en réduction de celle de Laffrey, musée de Grenoble.

- Napoléon Ier, 1866, statue équestre érigée le 17 août 1868 à Grenoble, puis transférée à la prairie de la Rencontre à Laffrey[19].
- buste de Napoléon III, 1867
- Triomphe de Mérovée, 1867
- Lions, 1868, Louvre
- Louis d'Orléans, 1868-70, statue équestre en bronze, château de Pierrefonds
- Deux Lions, pour le Carrousel
- Griffon fantastique ou Chimère (grenouille à tête de pélican et ailes de chauve-souris), 1869, château de Pierrefonds
- Aigles, 1869, bas-reliefs pour les Tuileries
- Chevaux marins, 1869-70
- Homme de l'âge de pierre, 1871-72
- Buste colossal de la guerre, 1872
- Fauconnier, 1873
- Damoiselle, 1873
- Le Cerf et l’ours, Le Cheval et la lionne, L'Autruche et le serpent, Le Pélican et le poisson, 1872, groupes de bronze réalisés à la fonderie d'Antoine Durenne, parc de l'ancien château Neudeck, en Silésie (royaume de Prusse), (actuellement Świerklaniec, en Pologne).
- Jeanne d'Arc, 1874, statue équestre en bronze doré, Paris, place des Pyramides. D'autres exemplaires à Castres, Compiègne, Lille (1912), Mirecourt, Nancy (1889)[20], Saint-Étienne[note 9], Melbourne (Australie), La Nouvelle-Orléans (États-Unis)[note 10],[21], Philadelphie (États-Unis), Portland (États-Unis).
- Saint-Grégoire de Tours, 1874-1875, 1878 en marbre, cathédrale Notre-Dame-et-Saint-Vaast d'Arras (originellement destinée à l'église Sainte-Geneviève de Paris)
- Jeanne d'Arc à genoux, 1875
- Ménestrel, 1875
- Cocher romain, 1875
- Fontaine des Quatre-Parties-du-Monde, Paris, jardin de l'Observatoire, place Camille-Jullian. Œuvre de Jean-Baptiste Carpeaux, qui réalisa le groupe des quatre personnages soutenant globe. Frémiet complète l'œuvre après la mort de Carpeaux, en 1875, en réalisant les huit chevaux, les dauphins et les tortues du bassin.
- Rétiaire et gorille, 1876, terre cuite
- Dame de la cour (buste), 1876
- Jaguar et gorille, 1876
- zouave pontifical, 1877
- Éléphant pris au piège, 1877-1878, fonte grandeur nature réalisée pour l'Exposition universelle de 1878, par la fonderie Durenne, 222 × 360 × 312 cm, Paris, Jardins du Trocadéro, puis musée d'Orsay[22].
- Le Chevalier errant, 1878, statue équestre en plâtre, 323 × 140 × 265 cm, palais des Beaux-Arts de Lille.
- Shéhérazade, 1878
- Saint Michel, 1879 statuette en bronze
- Nègre et jeune éléphant, 1879
- Muletier espagnol, 1879
- Duellistes Charles IX, 1879
- Buste de Charles V, 1879-82, marbre
- Hommage à Corneille, 1880
- Astronomie, 1880
- Étienne le Grand, 1880-82, Jassy (Roumanie)
- Porte-falot pour l'Hôtel de ville de Paris, 1880 -83
- Le Grand Condé, 1881
- Miss Jenny (tombeau pour un petit chien), 1881
- Cheval primé, 1881
- Étienne Marcel, 1882-83
- Nègre charmeur de serpent, 1883
- Marabout et loutre, pour l'hôtel de Cassin, 1883
- groupes en plâtre pour la cascade du Trocadéro, 1883
- Échevin, 1884
- Ours blanc, 1884, marbre
- Lion, 1884, marbre
- médaille de M. Rattier, 1884
- Ourse étouffant un homme ou Le Dénicheur d'oursons, 1884-85, bronze, jardin des plantes de Paris[23].
- Serpent, 1885
- Singe et papillon, 1885
- Ours massier pour l'hôtel Dieulafoy, 1885
- Chevaux de course, 1885
- Pur-sang, 1885
- Chiens assis, 1886
- Lévriers, 1886
- Gorille enlevant une négresse ou Gorille enlevant une femme, 1887, plâtre (deuxième version)
- Saint Louis, 1888
- Incroyable, 1888
- L'aïeul, 1888
- Chevalier "Credo", 1889
- Char romain, 1889
- Basset et chat, 1889
- Têtes de taureaux, 1889
- Velasquez, 1890
- Âne du Caire, 1890
- Pélican gastronome pour l'hôtel Dervillé, 1890
- Saint-Georges, 1891 statuette, 1900 grand modèle
- Alguazil, 1891
- Olivier de Clisson, 1892, haut-relief équestre en plâtre au château de Josselin. Une copie est conservée au château de Suscinio (Bretagne).
- Chasseur attaqué par les orang-outangs, ou Orang-outang et sauvage de Bornéo, 1893-95, bronze, jardin des plantes de Paris.
- La Saint-Hubert, 1892
- Isabeau de Bavière, 1892
- Jeanne d'Arc à Domrémy, 1893
- "Au secours !" (oisillon au nid menacé par un chat), 1893
- Meissonier, 1894 plâtre, 1896 bronze
- Loup pris au piège, 1894
- Monument de Raffet, 1896
- Chat voleur, 1896
- Chasseur d'oursons (bas-relief), 1897
- Poule aux œufs d'or, 1897
- Colimaçons et bêtes fantastiques, Le Singe et l'escargot, biscuit de la Manufacture du Sèvres, patiné ocre, 1896, 15 × 26 × 15 cm, Gray (Haute-Saône), musée Baron-Martin.
- Saint Michel terrassant le Dragon, 1897, statue sommitale en bronze doré sur la flèche de l'abbatiale du Mont Saint-Michel[24]. Une réplique de cette statue se trouve au sommet du clocher de l'église Saint-Michel des Batignolles à Paris[25]. L'exemplaire personnel qu'Emmanuel Fremiet conservait dans son atelier fait aujourd'hui partie des collections du musée d'Orsay à Paris.
- Maternité, 1898
- Serpent offrant une pomme à un masque, 1898
- Tombeau de Mme Dru, 1898
- Ferdinand de Lesseps, 1899, Port-Saïd. La statue en bronze est déplacée à Port-Fouad en 1956[26].
- Lynx (1898) et candélabres (vers 1900) de l'ancien pont de Suresnes. Pont détruit en 1950-1951[27].
- Chevaux ailés du pont Alexandre III, 1899-1900, bronze, Paris
- Singe aux bulles de savon, 1899
- Louis XIII enfant, 1900 statuette équestre
- Lévrier de Diane, 1900
- Centaure, 1900
- L'amour fustigeant un paon ou L'amour fustigeant le paon de Junon, 1900
- Char de Minerve, 1900
- Char de Diane, 1900
- Buste de Gabriel Fauré, 1901
- Grenouille implorant la pluie pour l'hôtel Dervillé, 1901
- Du Guesclin, 1902, statue équestre en bronze érigée à Dinan[28], Bretagne
- Colonel Howard, 1903
- François Ier, 1904
- Ravachol et Chauchard (hôtel Dervillé), 1903
- Tombeau de M. Dru, 1905
- Le prince d'Aremberg, 1906
- François Rude, 1906 plâtre, 1907 bronze
- Napoléon Ier, (2 statuettes) 1908
- Deux gloires pour la place du Carrousel, 1908, refusées, dont une, La Victoire, fait finalement partie du monument aux morts de Calvi en 1922, à la suite de démarches entreprises par Adolphe Landry, ministre de la Marine et député-maire de Calvi[29].
- Simón Bolívar à Bogota (Colombie), 1910. Une copie fut érigée sur place de l'Amérique-Latine à Paris en 1936. En 1980, pour le cent cinquantième anniversaire de la mort de Bolívar son monument fut transféré dans un lieu plus prestigieux, à côté du pont Alexandre III, au bord de la Seine, sur la promenade du cours la Reine.
- Un faune charmeur d'oursons, 1910
- Une nymphe, 1910
- Coq en maraude, Périgueux, musée d'Art et d'Archéologie du Périgord.

Œuvres d'Emmanuel Frémiet
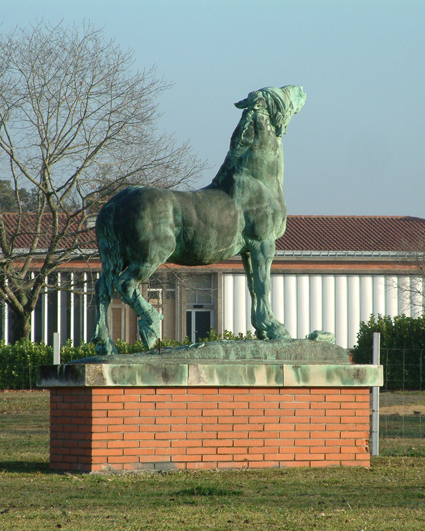
Cheval de Montfaucon (1852), École nationale vétérinaire de Toulouse.
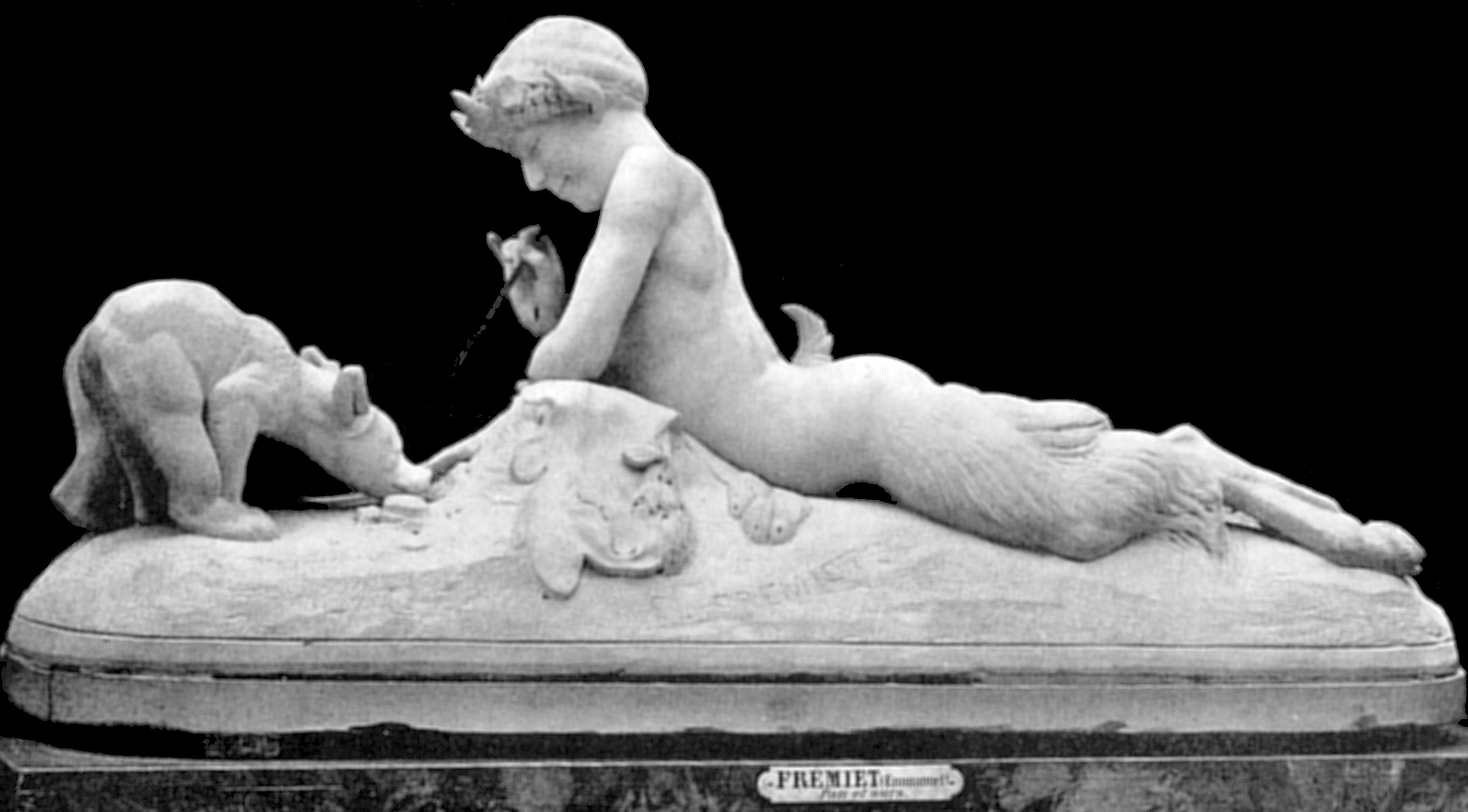
Pan et oursons (1867), Paris, musée d'Orsay.
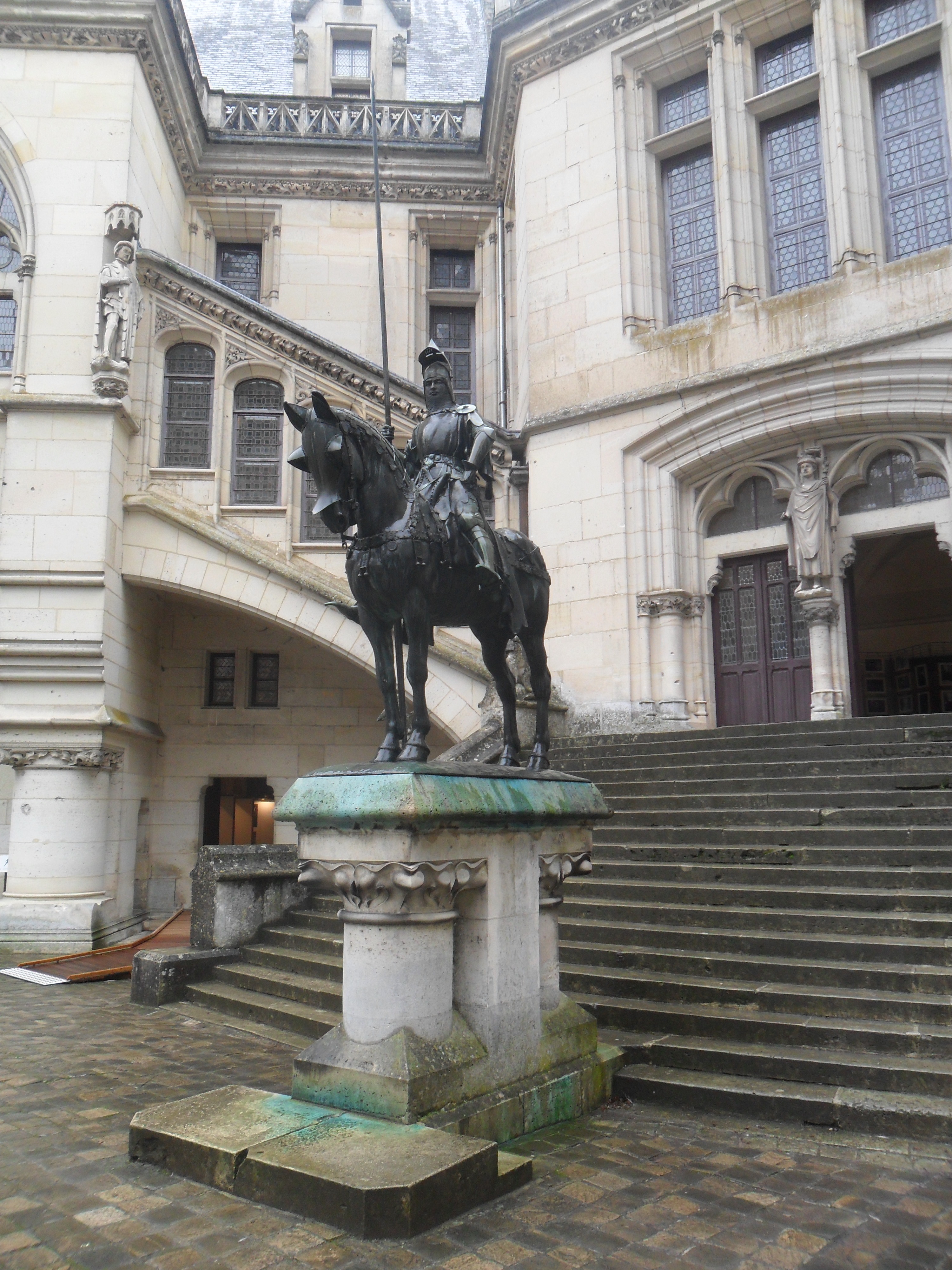
Monument à Louis 1er d'Orléans (1869), château de Pierrefonds.
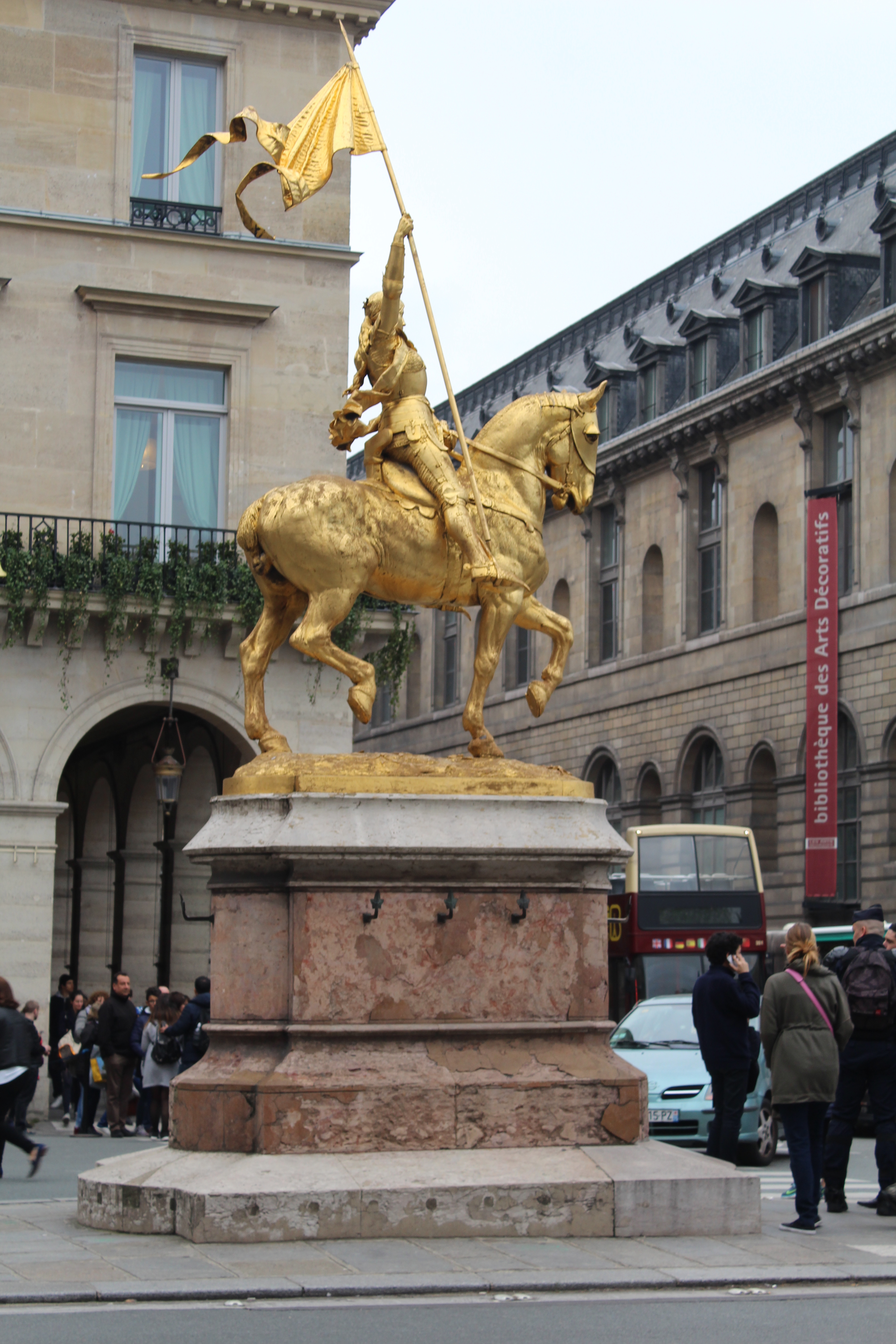
Monument à Jeanne d'Arc (1874), Paris, place des Pyramides.
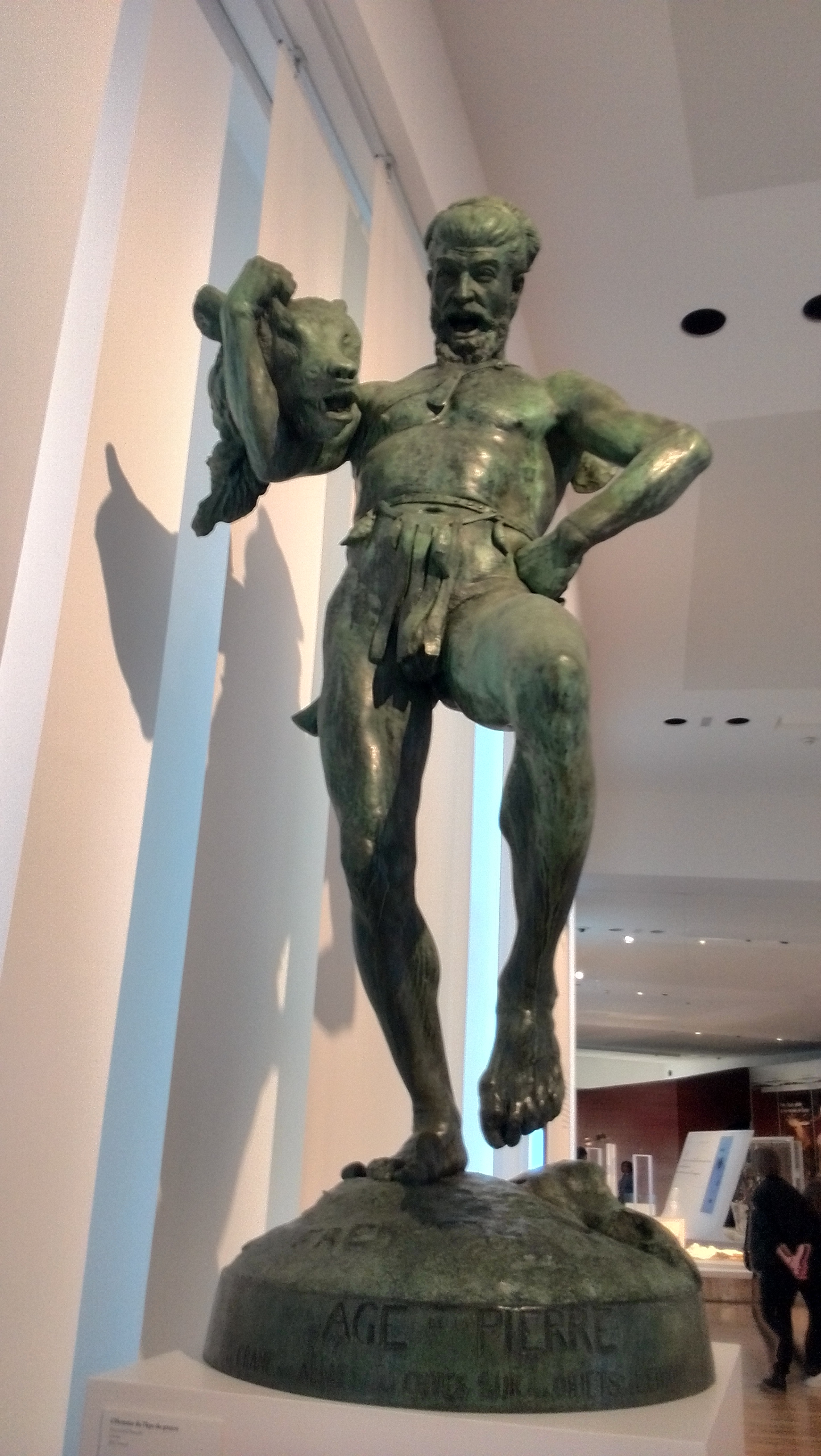
L'Homme de l'âge de pierre (1875), Paris, musée de l'Homme.
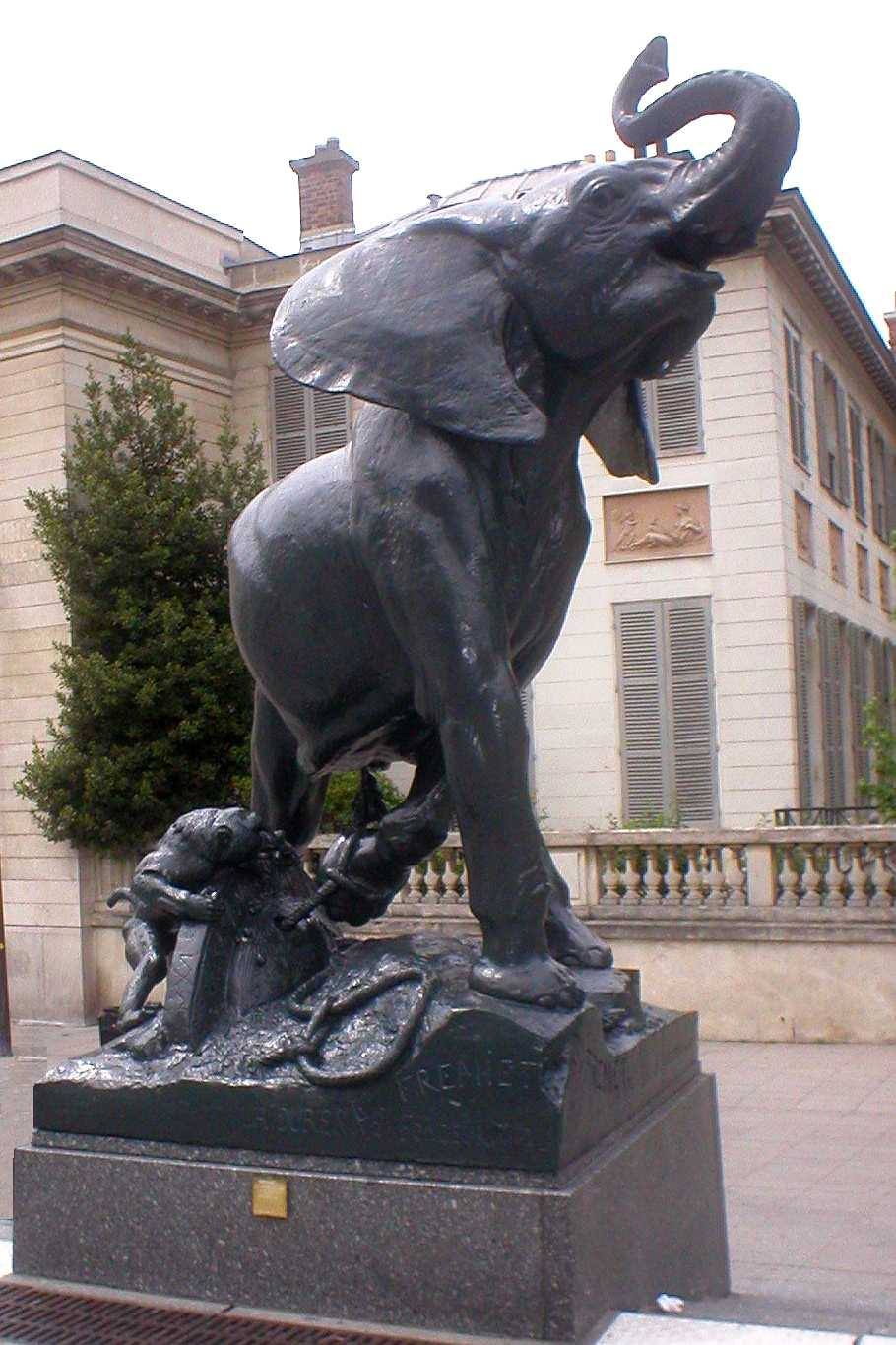
Éléphant pris au piège (1878), Paris, musée d'Orsay.
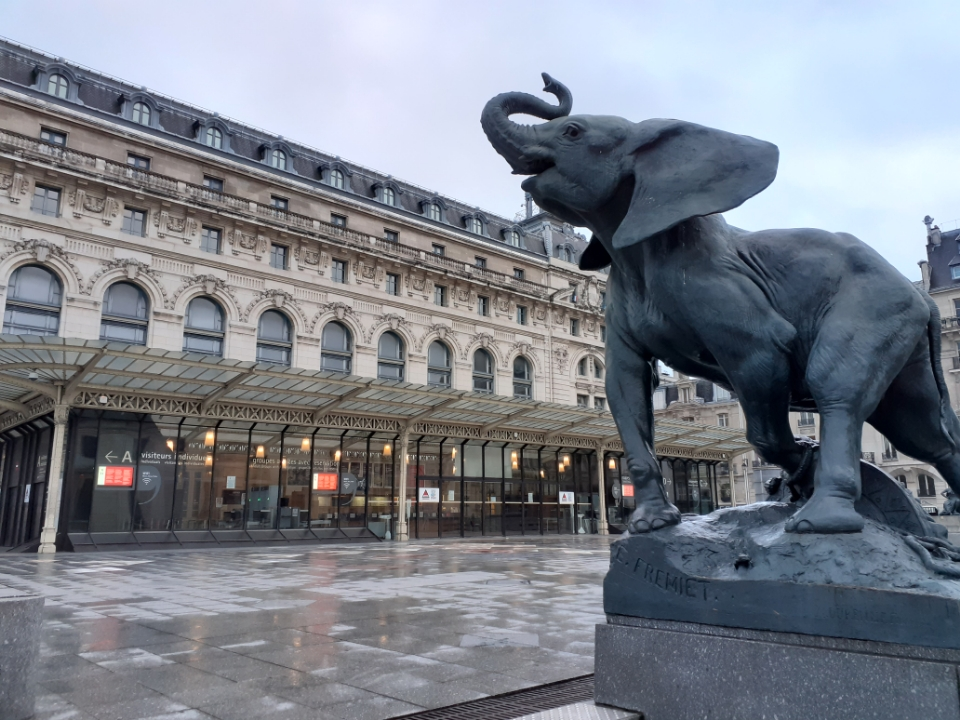
Devant le musée d'Orsay.
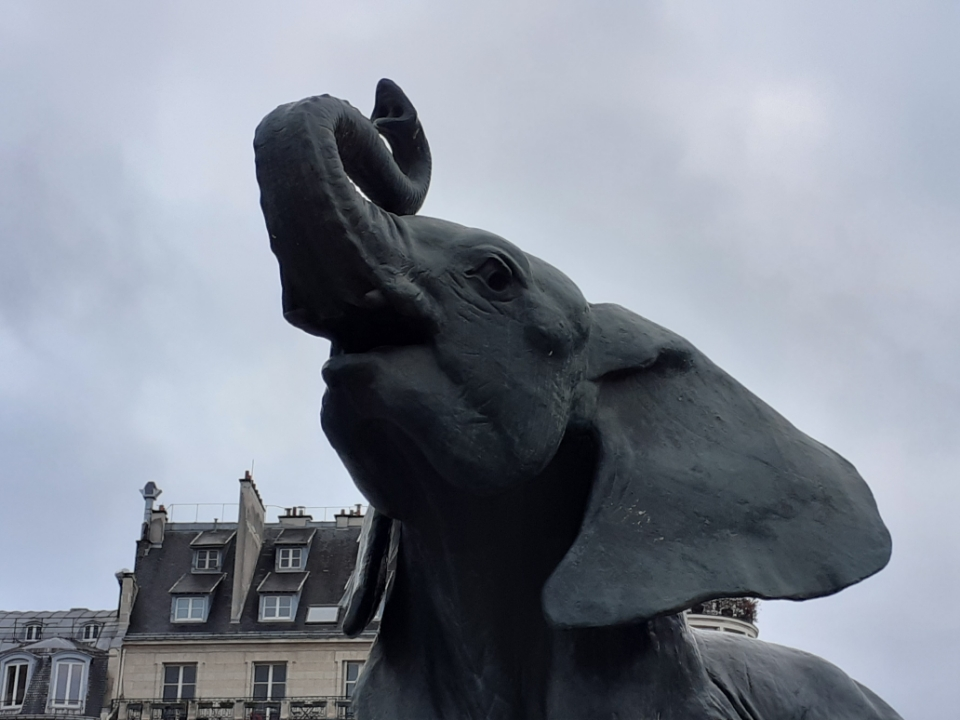
Détail.
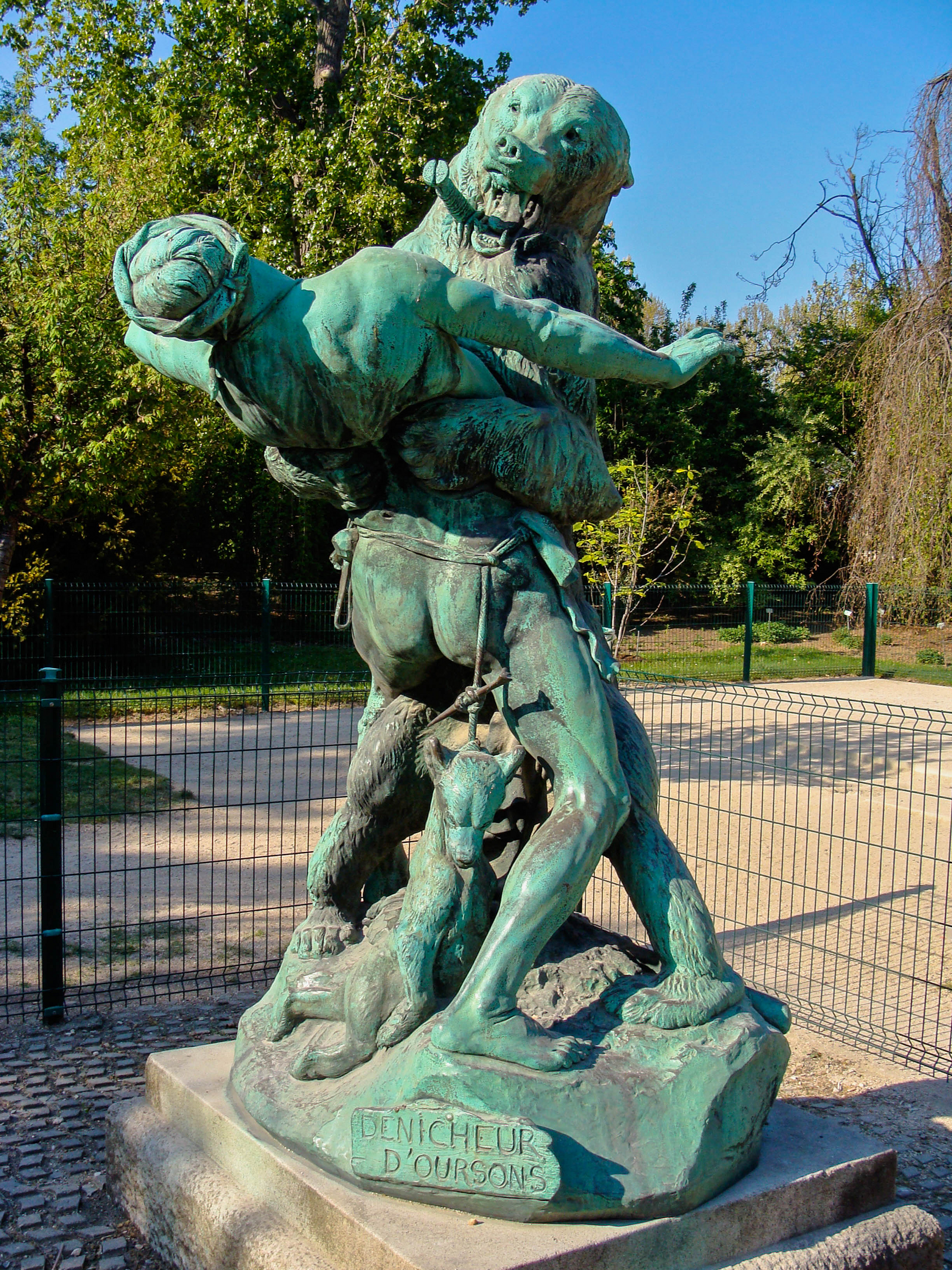
Le Dénicheur d'oursons (1884), jardin des plantes de Paris.
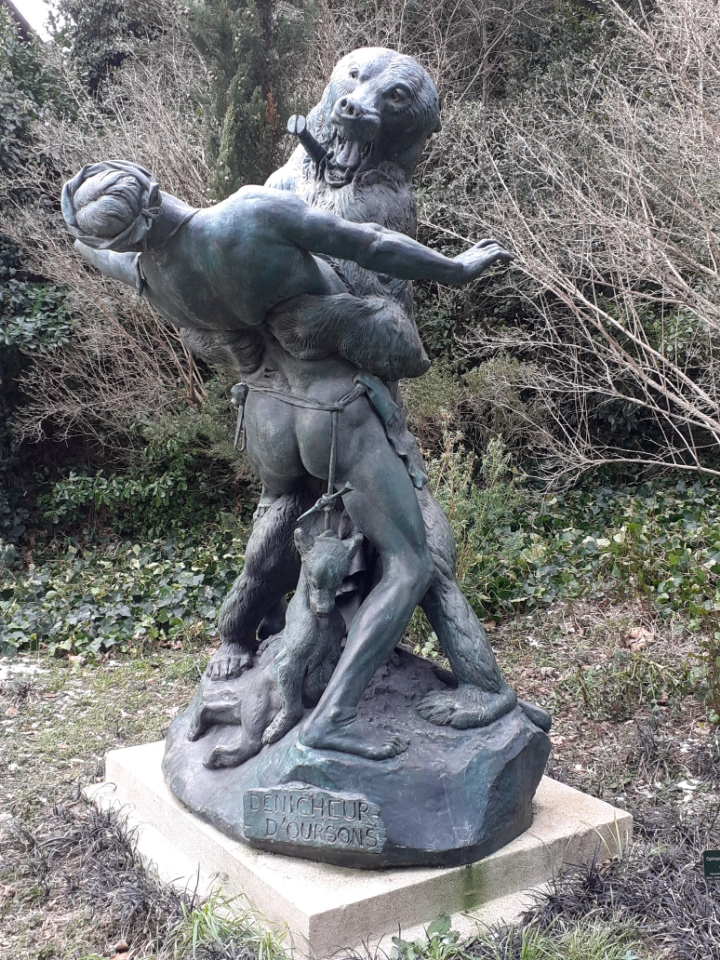
Le Dénicheur d'oursons (1884).
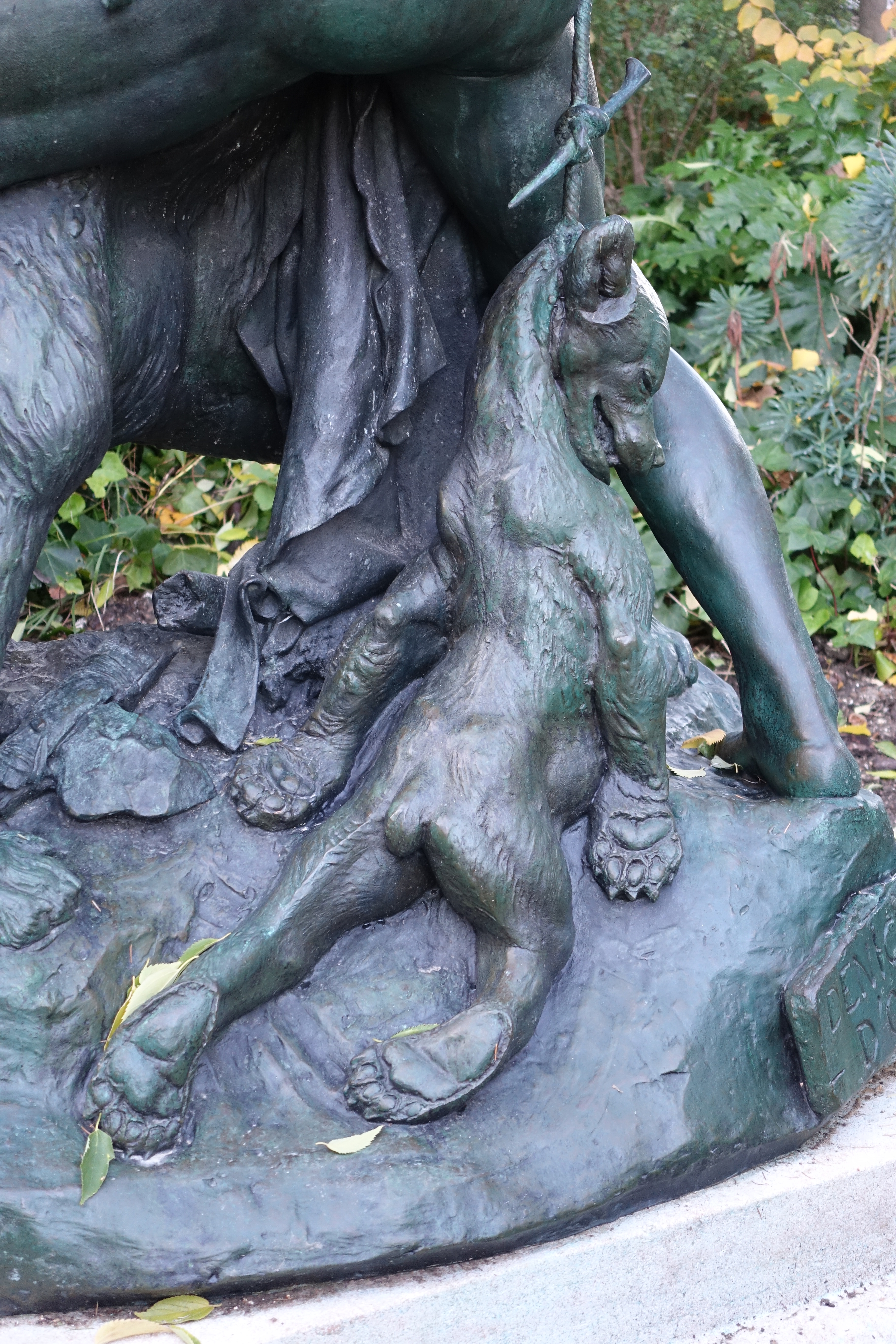
[Détail].
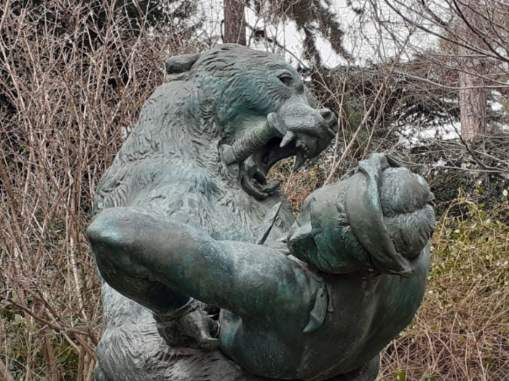
[Détail].
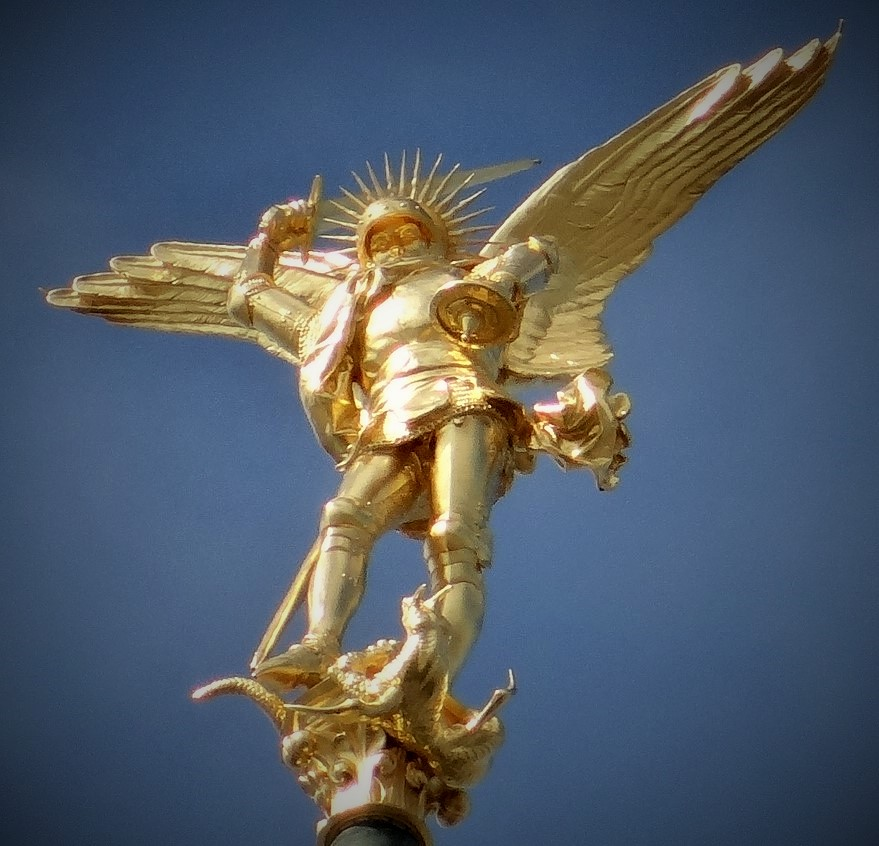
Saint Michel terrassant le dragon (1897), abbaye du Mont-Saint-Michel.
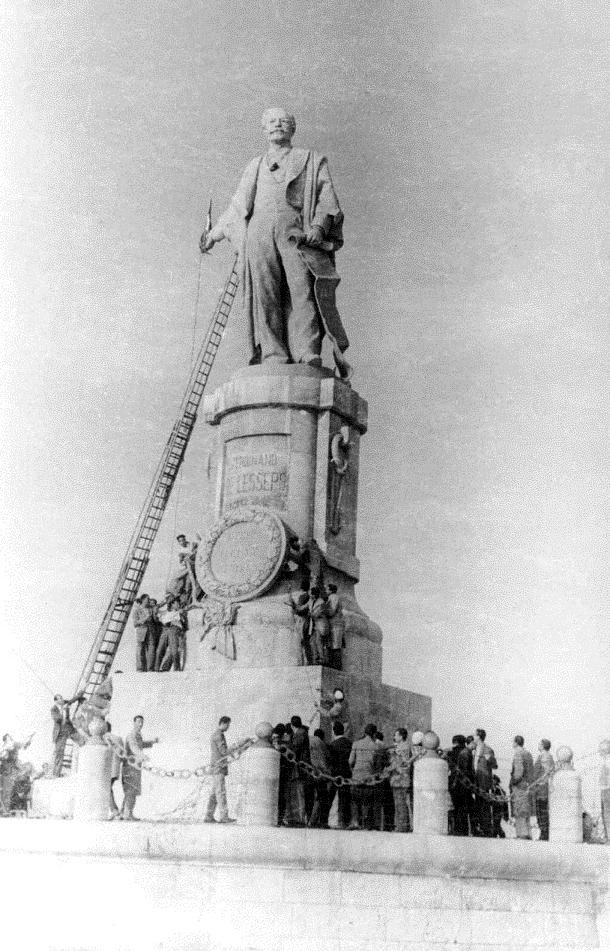
Monument à Ferdinand de Lesseps (1899), Port Saïd.
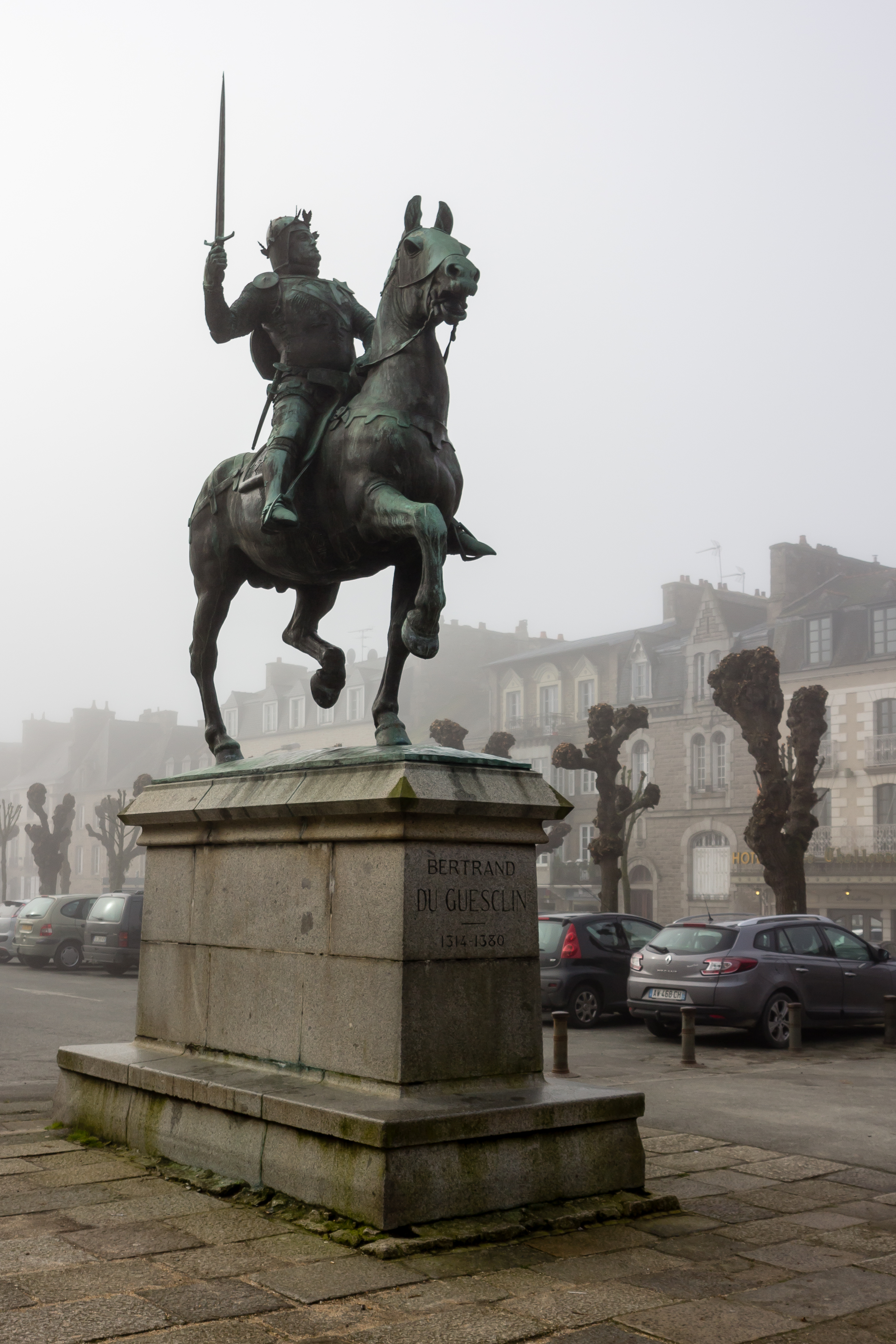
Monument à Du Guesclin (1902), Dinan.
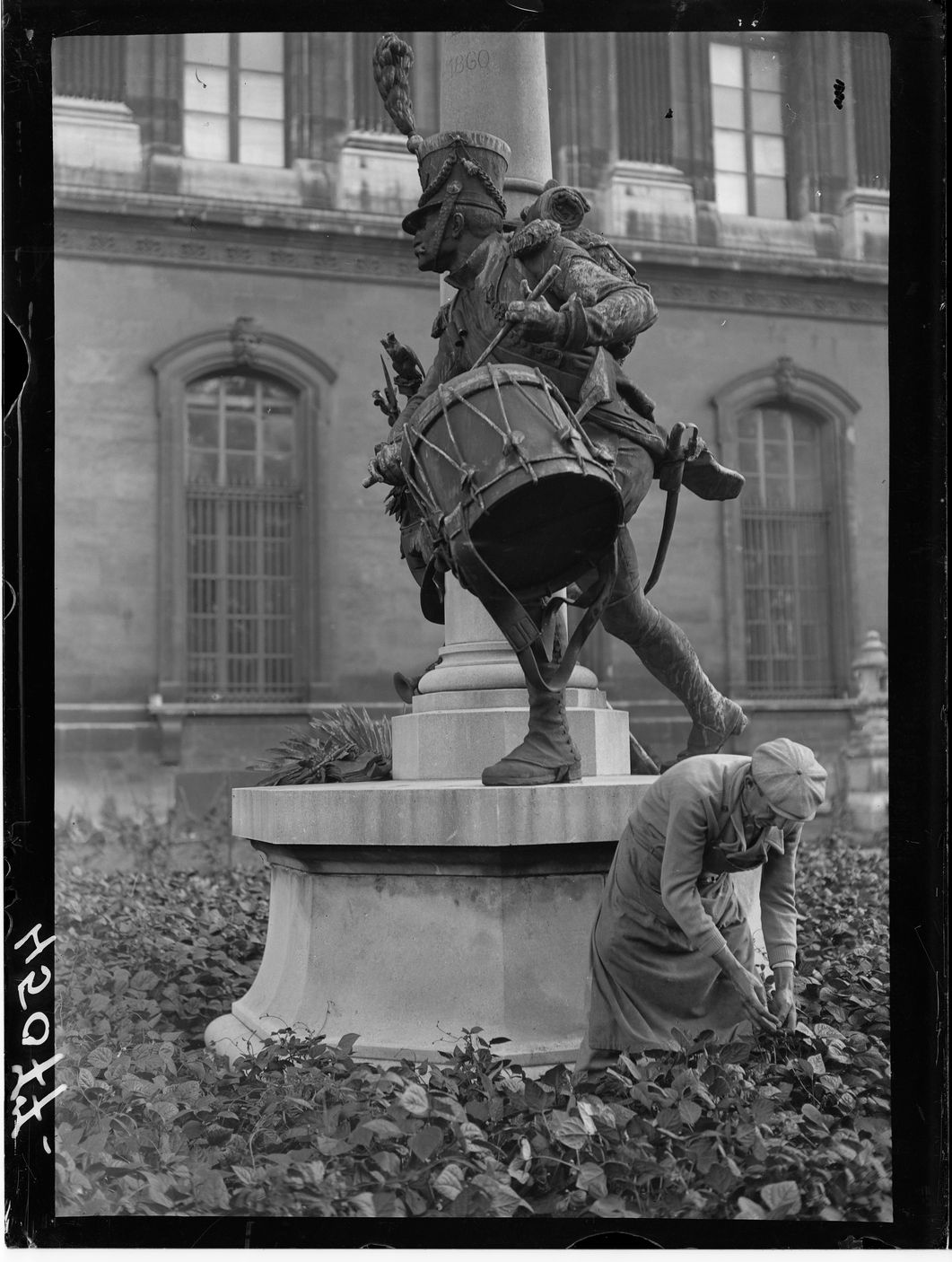
Monument à Auguste Raffet, Paris, musée du Louvre (œuvre disparue).
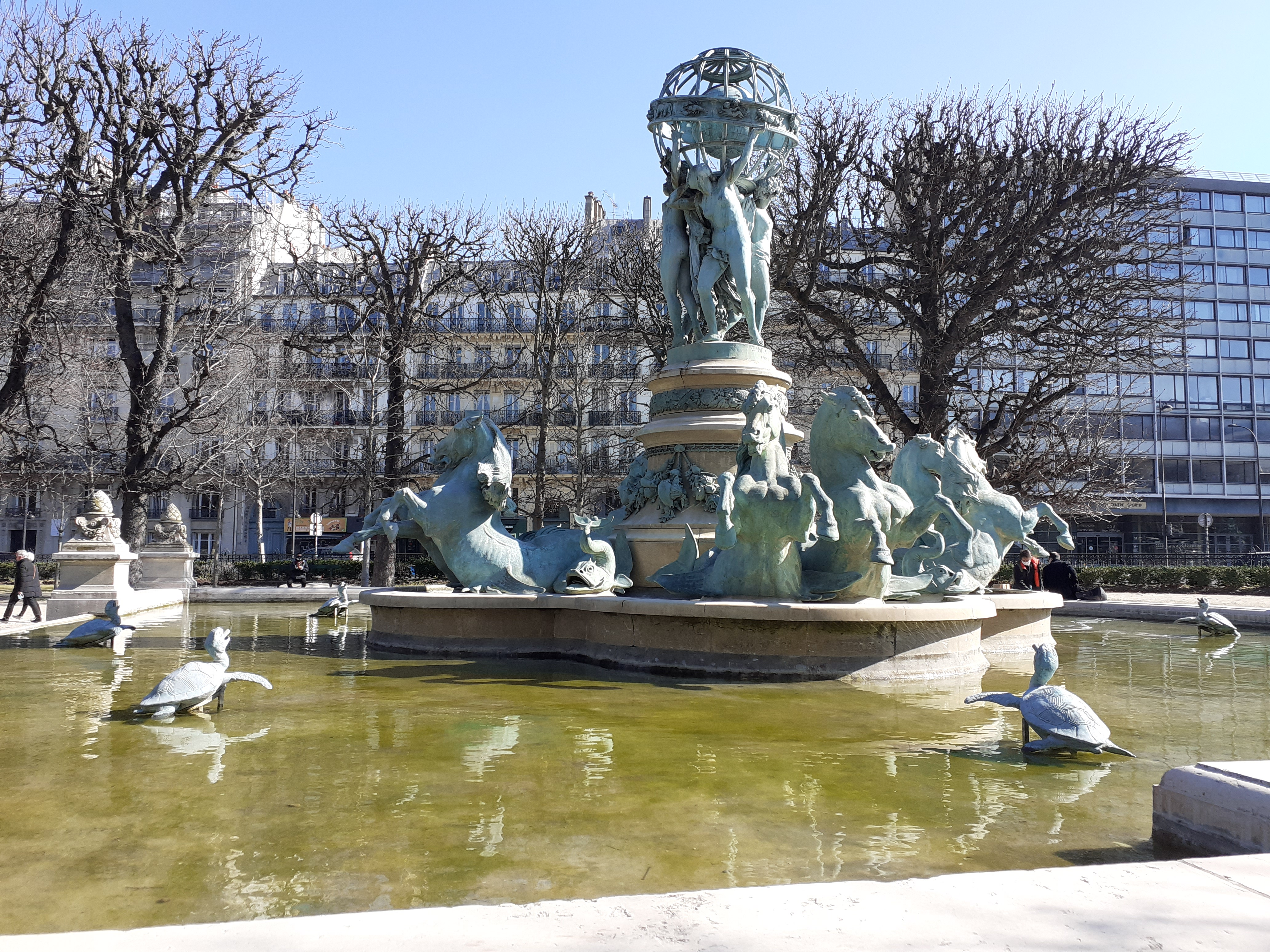
Fontaine des Quatre-Parties-du-Monde
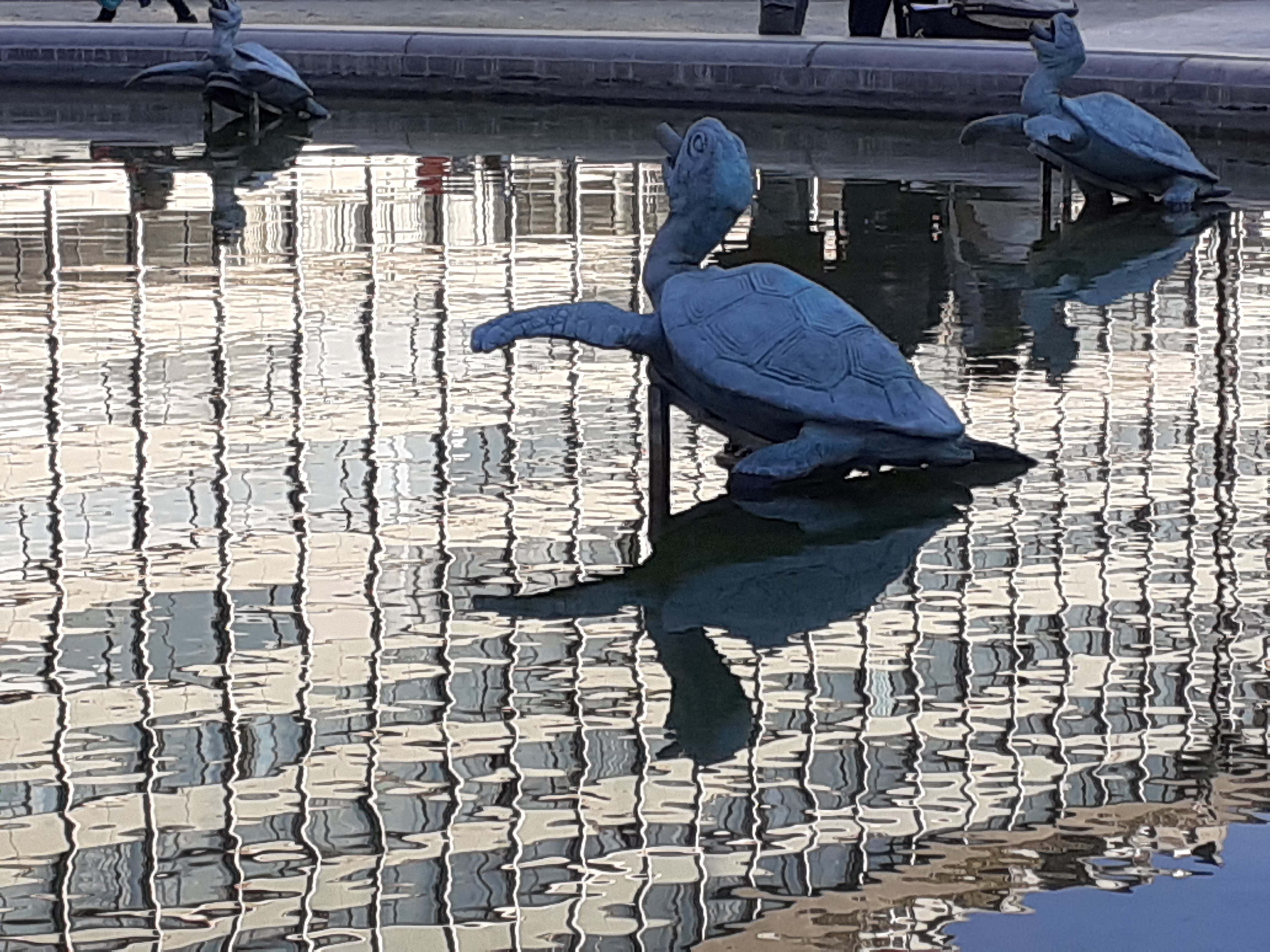
Fontaine des Quatre-Parties-du-Monde - Détail - Tortues
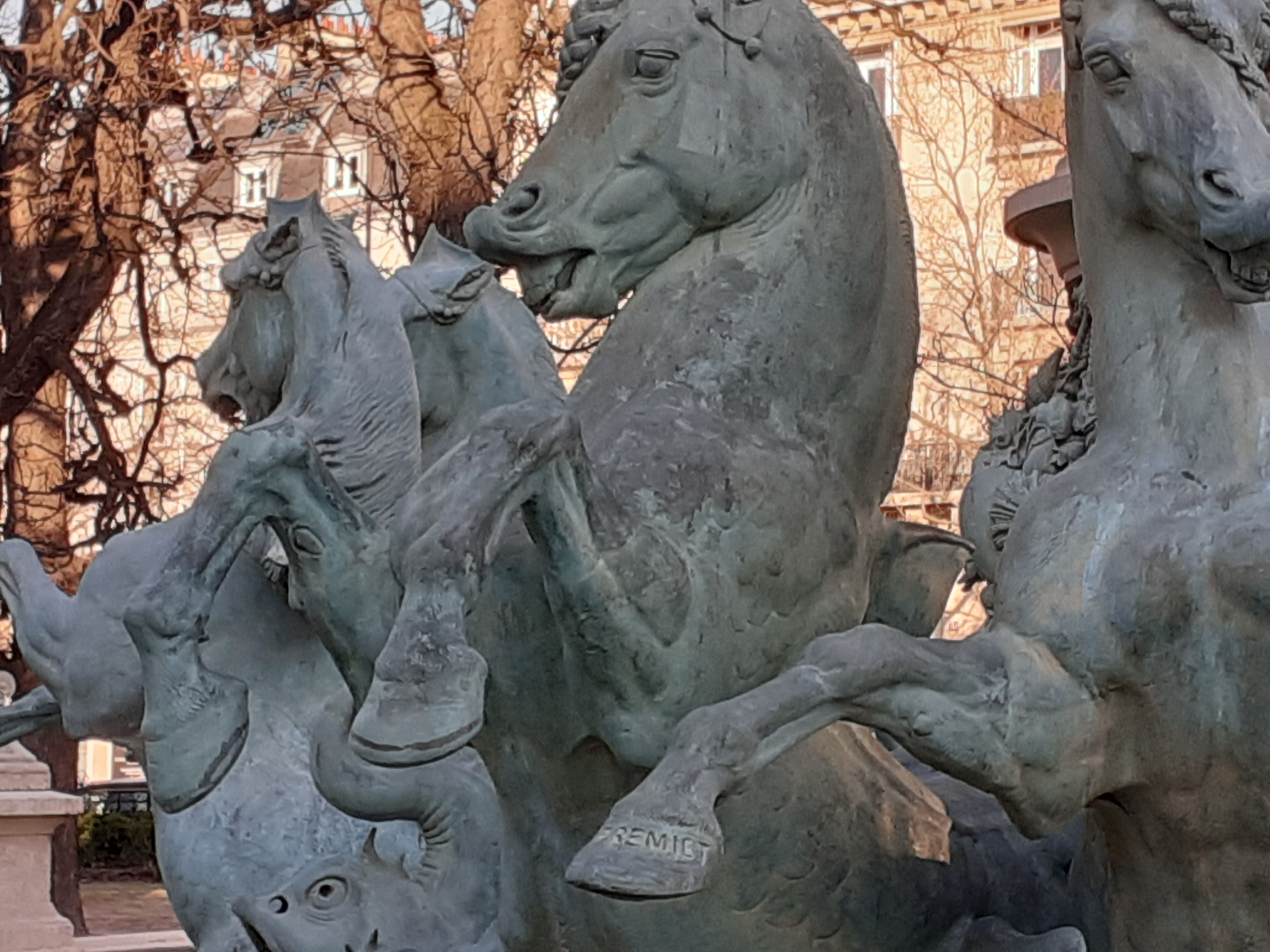
Fontaine des Quatre-Parties-du-Monde - Détail - Chevaux - Dauphin. On notera la signature sur le sabot.

## Le parc de l'ancien château Neudeck (Świerklaniec, Pologne)
Des œuvres d'Emmanuel Fremiet sont conservées dans le parc de l'ancien château Neudeck, en Silésie, (actuellement Świerklaniec, en Pologne). Le château a été achevé en 1875, brûlé en 1945, détruit en 1961 puis rasé en 1962.
Outre le jardin, le bassin, la fontaine des Trois Grâces (Trzy Gracje), et un mât, seules subsistent les statues d'Emmanuel Fremiet dans le parc, ainsi que quelques sculptures de l’atelier du sculpteur allemand Theodor Kalide (en).
Esther Lachmann (dite la Païva), épouse du comte allemand Guido Henckel von Donnersmarck, commanda à  Frémiet par l’intermédiaire d'Hector Lefuel, l'architecte du château, quatre groupes de sculptures animalières de grande taille : Le Cerf et l’Ours, Le Cheval et la Lionne, L'Autruche et le Serpent, Le Pélican et le Poisson. Les bronzes furent réalisés en 1872 en France à la fonderie Antoine Durenne.
Fremiet ne fit pas le voyage en Silésie pour superviser l’installation ; les éléments de la fontaine ainsi que le mât ont été restaurés et redorés,.

Œuvres d'Emmanuel Fremiet dans le parc à Świerklaniec, Pologne
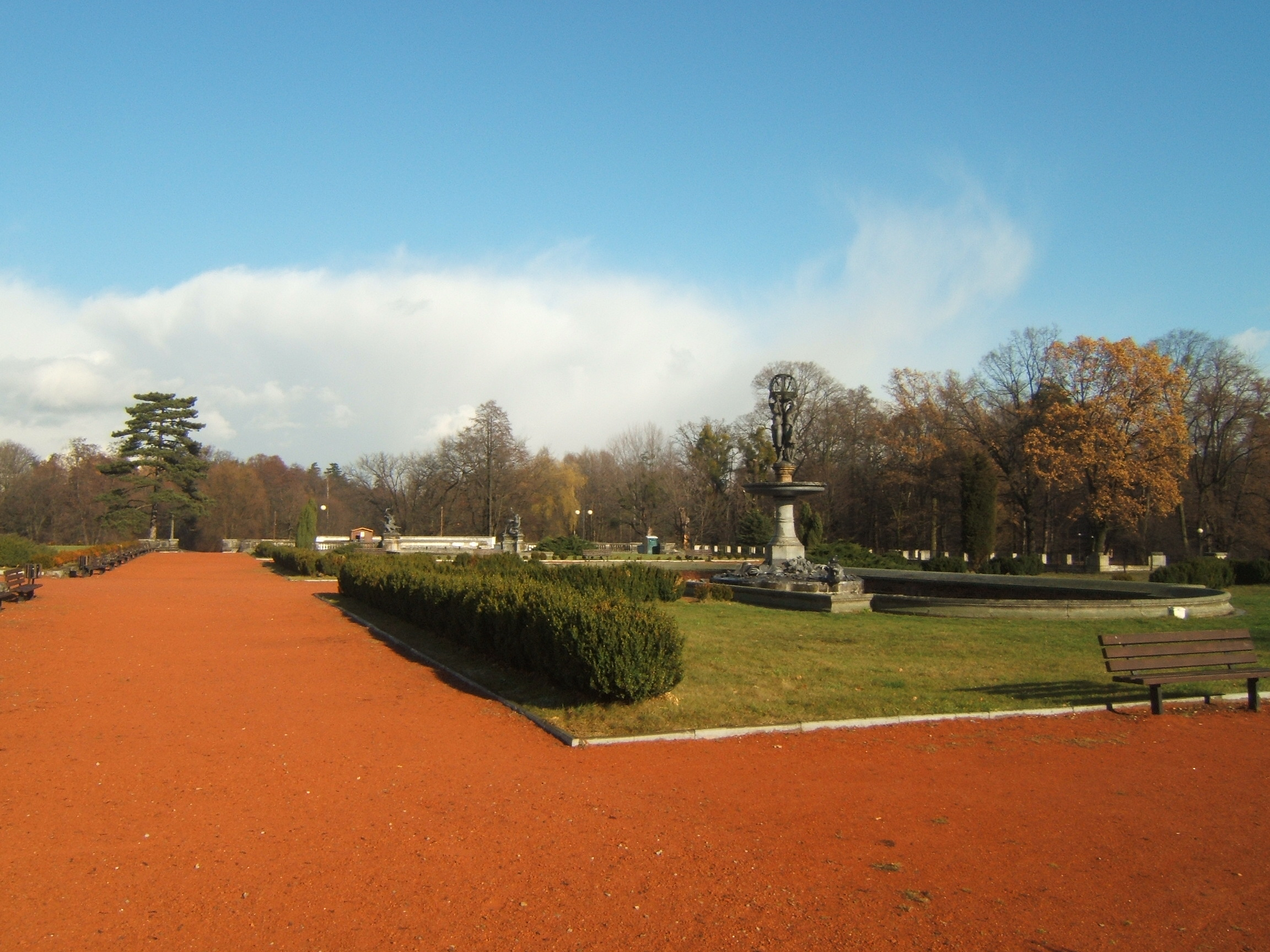
Le parc de l'ancien château Neudeck, à Świerklaniec, (Pologne).
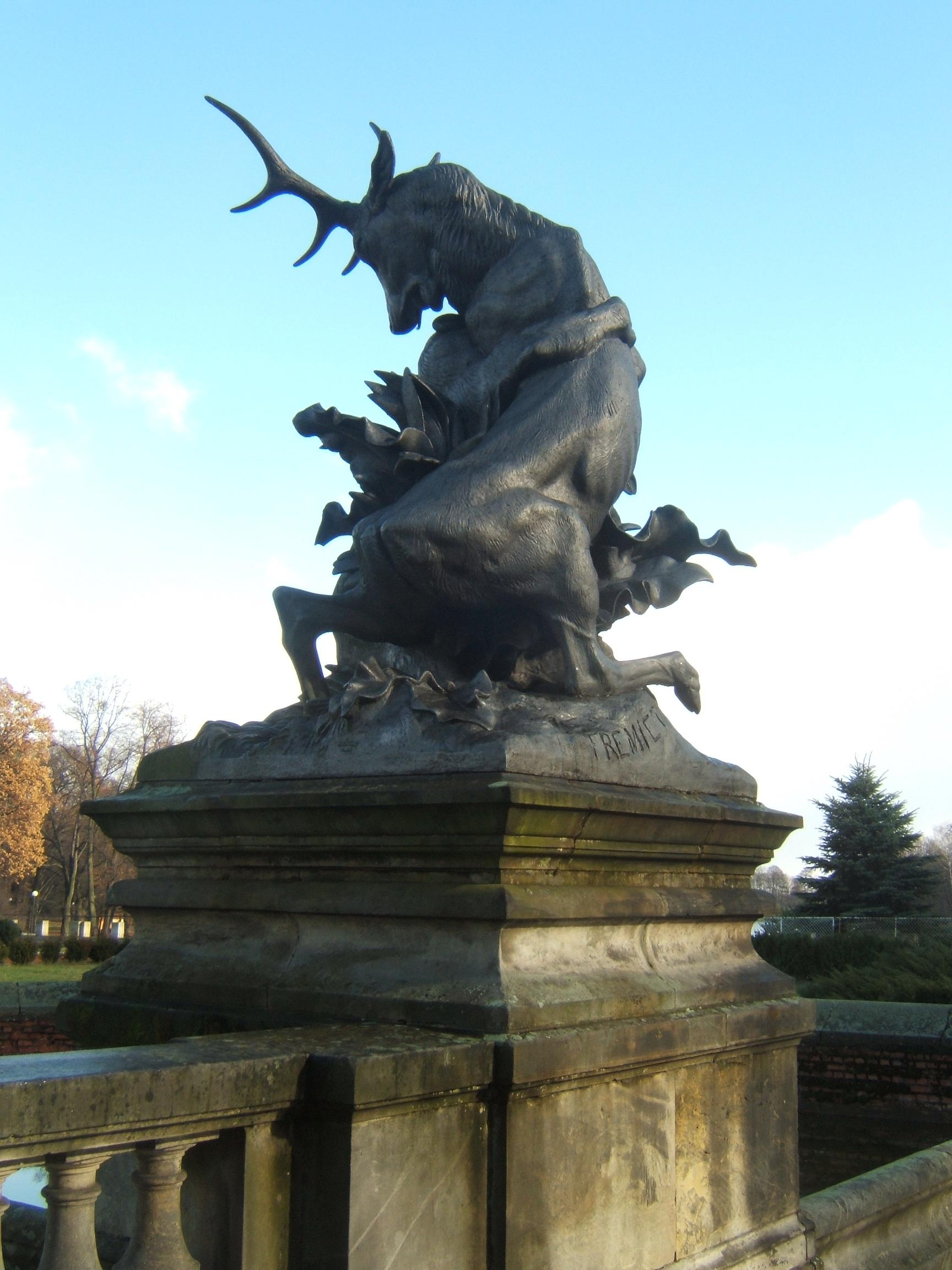
Le Cerf et l'ours.
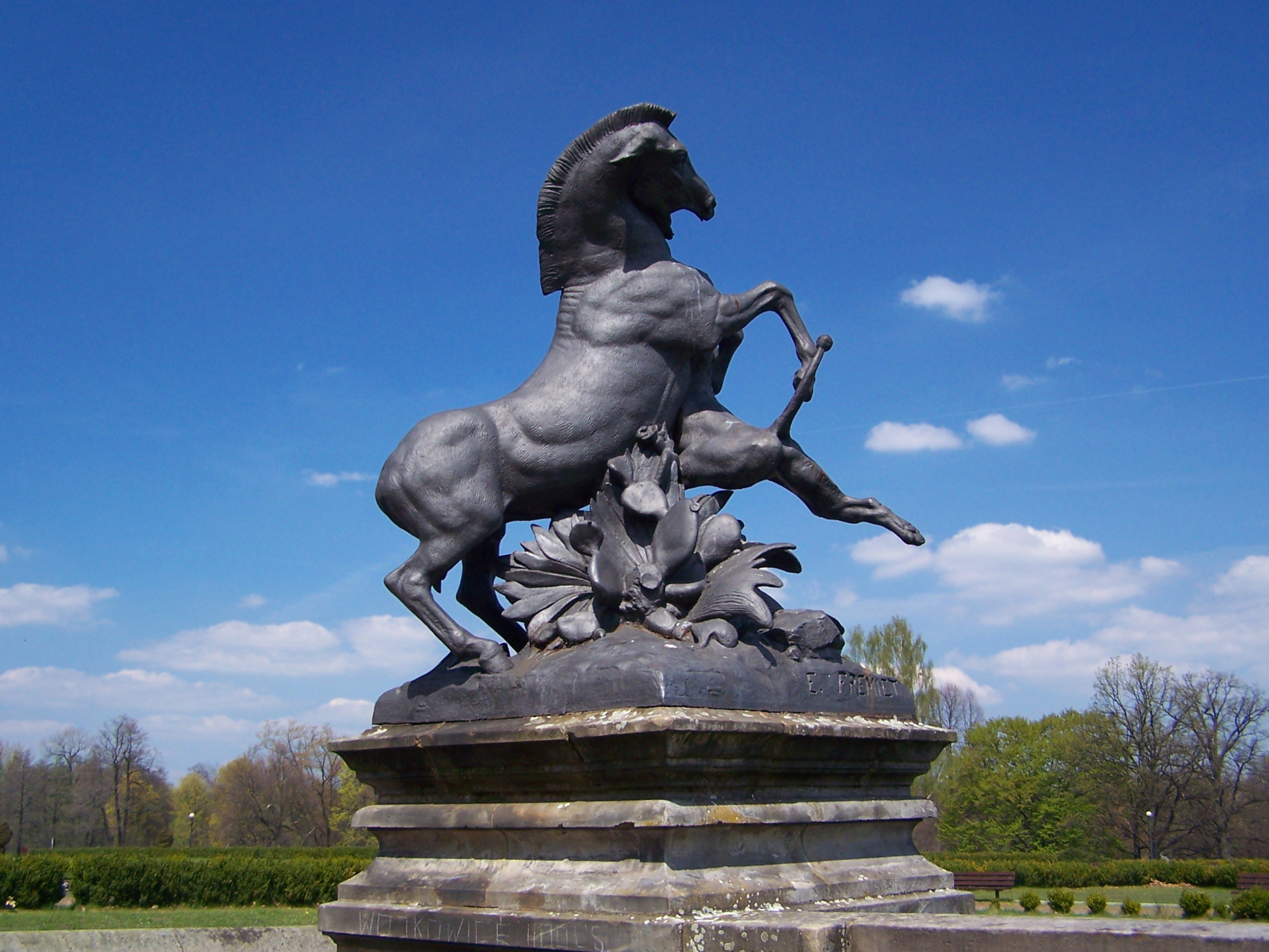
Le Cheval et la lionne.
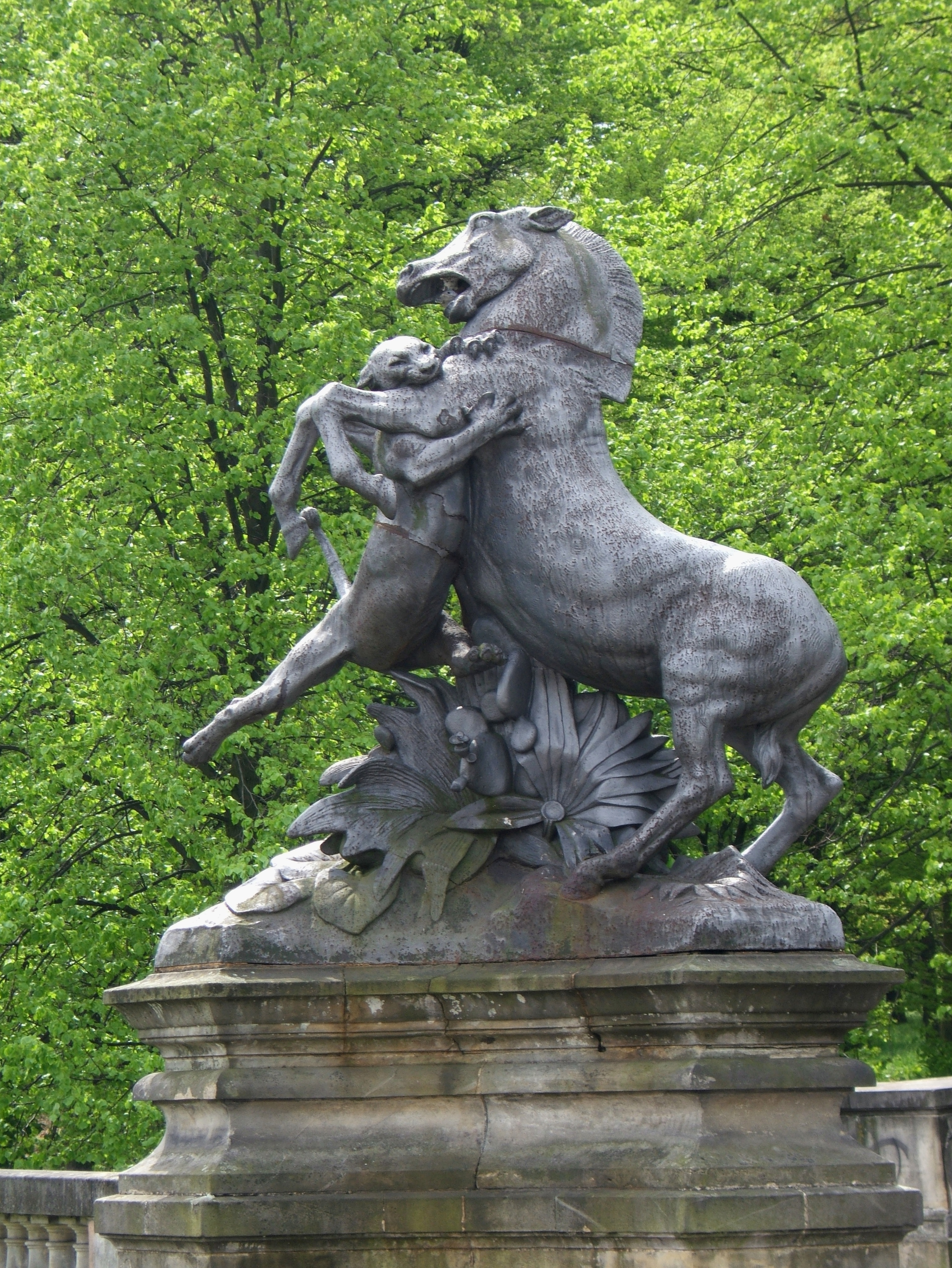
Le Cheval et la lionne.
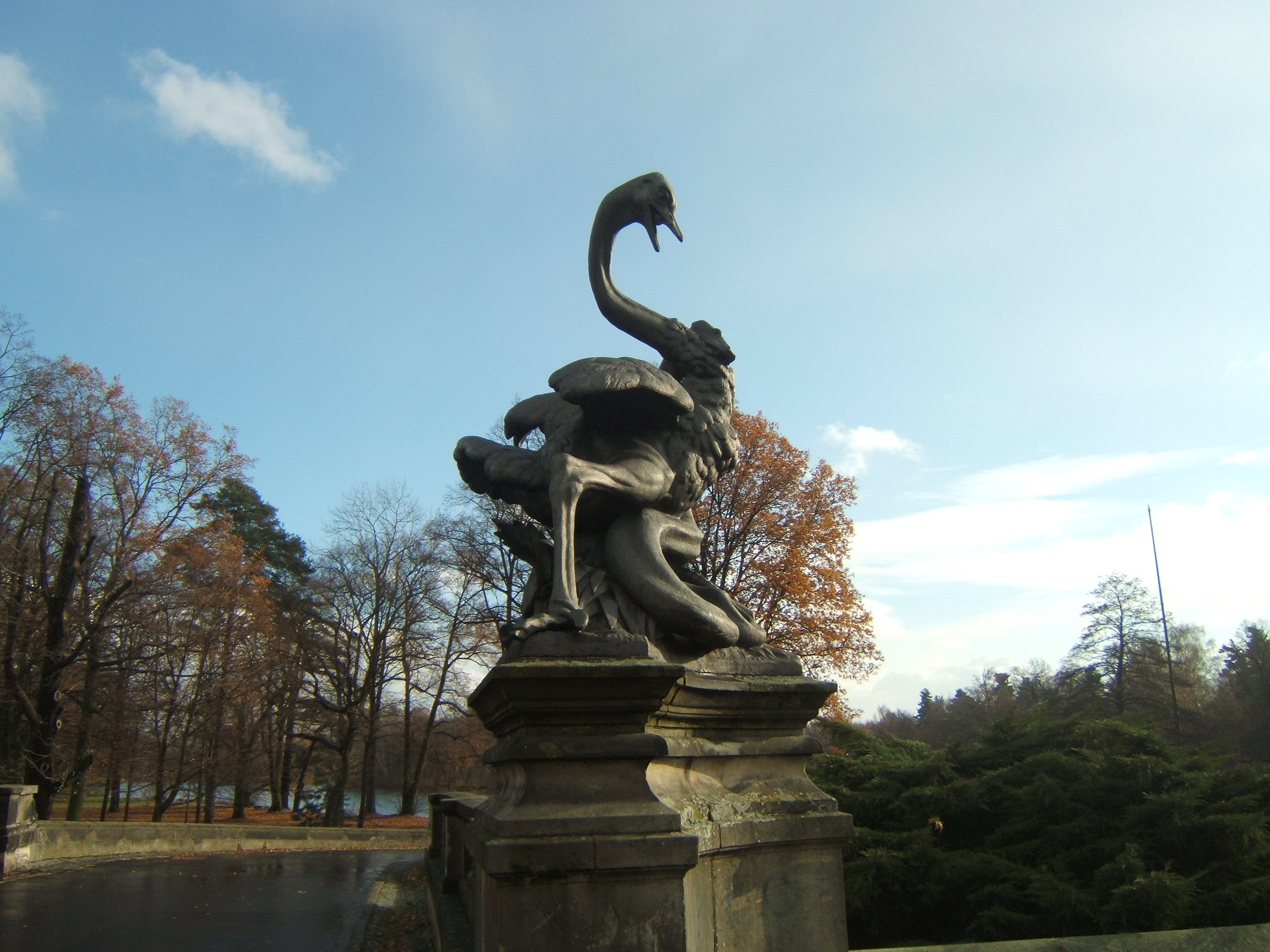
L'Autruche et le serpent.
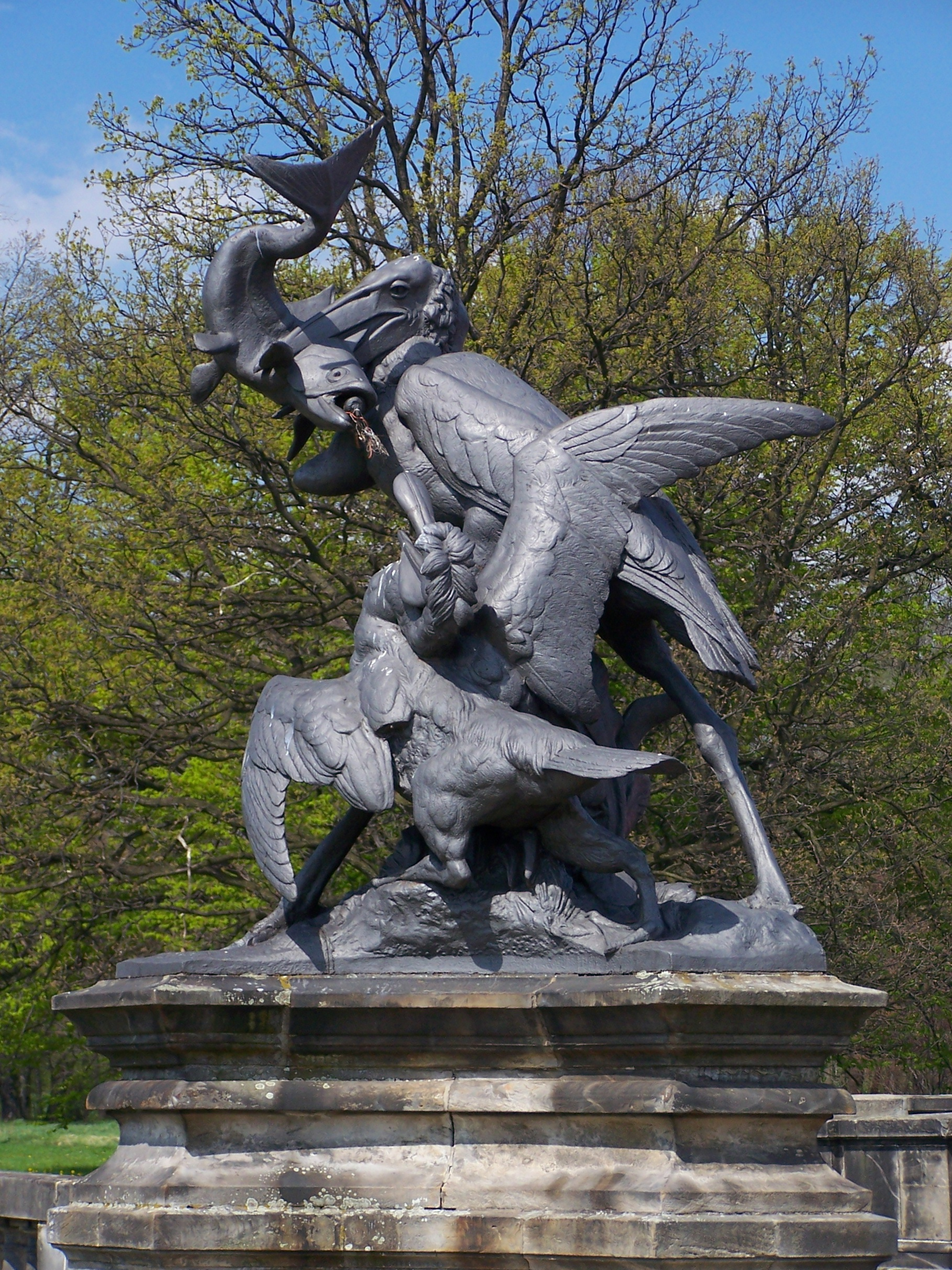
Le Pélican et le poisson.
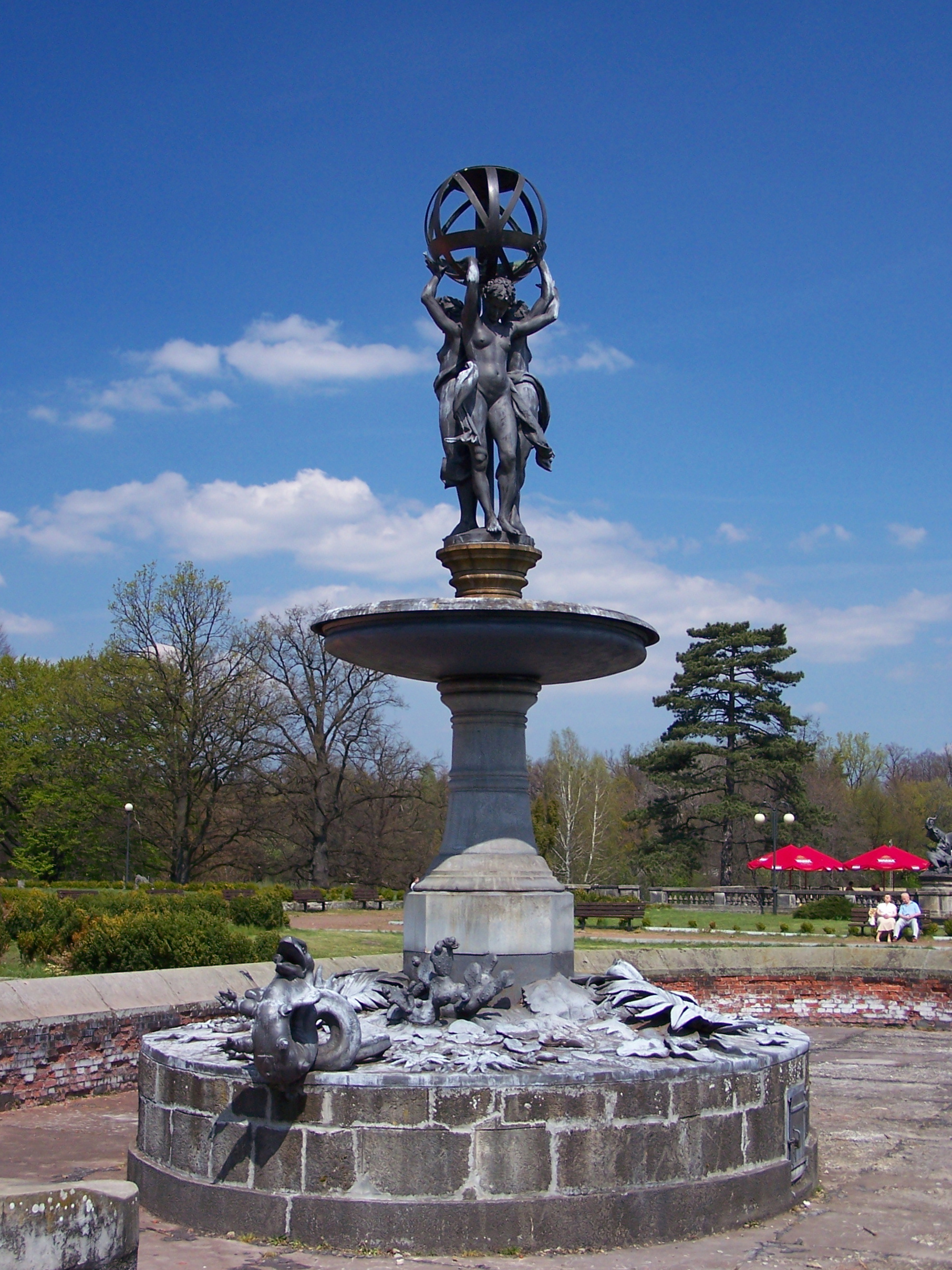
La fontaine des Trois Grâces.
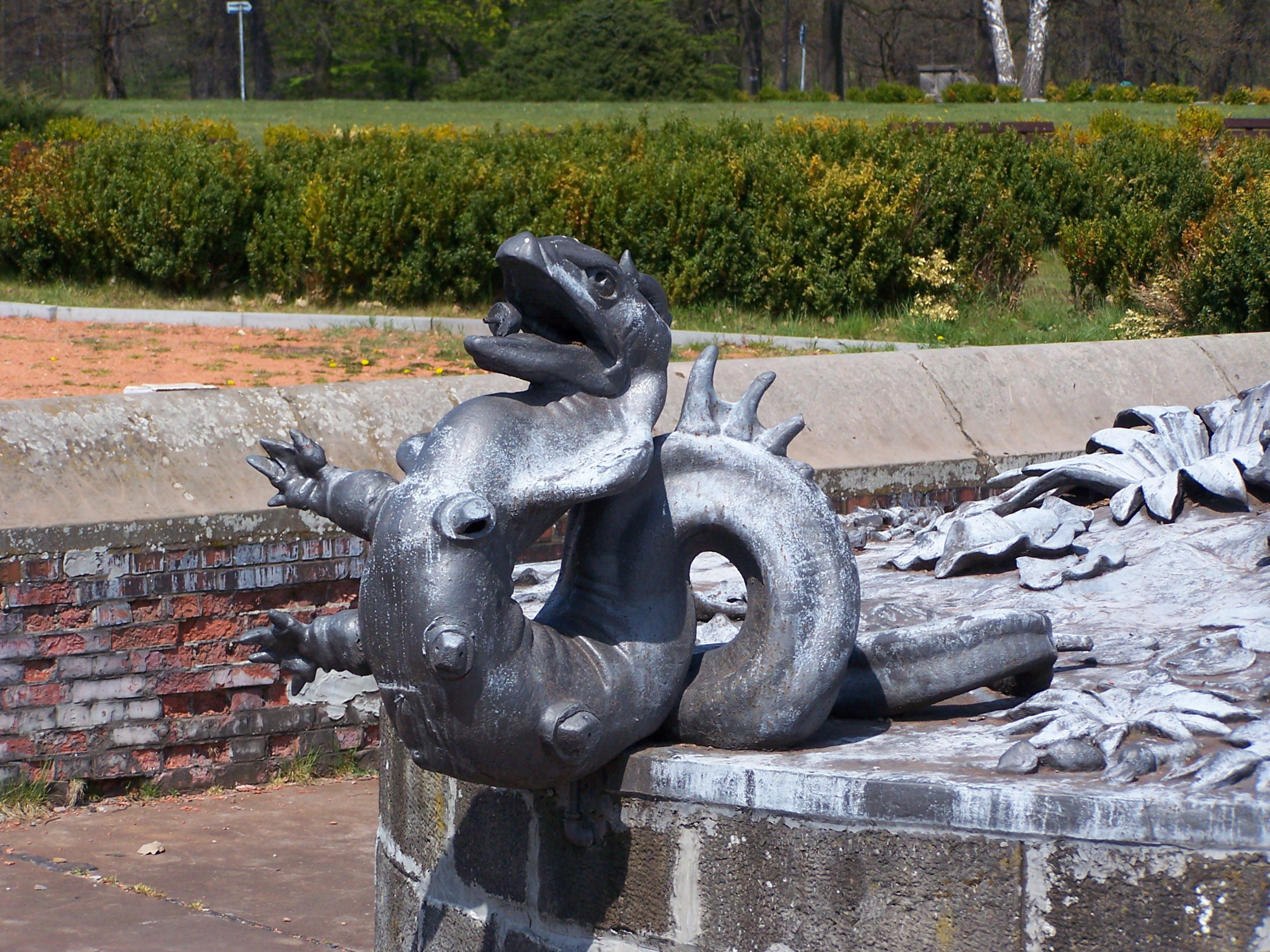
Chimère, détail de la fontaine.

## Élèves
- Maurice Boudot-Lamotte (1878-1958)
- Louis Albert Carvin (1875-1951)
- Léon Gambey (1883-1914)
- Georges Gardet (1863-1939)
- Prosper Lecourtier (1851-1924)
- Pierre-Nicolas Tourgueneff (1853-1912)
- Jeanne Roques dite Musidora (1889-1957)[34]
- Charles Valton (1851-1918)
- Alexandre Vibert (1847-1909)

## Distinctions
- Grand officier de la Légion d'honneur (16 aout 1900)[35]

## Hommage
- Avenue Frémiet (Paris 16e)